# Pont Charles
Pour l’article homonyme, voir Pont Charles (Nuremberg).
Le pont Charles (en tchèque : Karlův most ) est un pont qui relie la Vieille Ville de Prague (Staré Město en tchèque) au quartier de Malá Strana, au pied du château de Prague. Sa construction remonte au XIVe siècle. Il doit son nom à Charles IV, empereur du Saint-Empire, qui a laissé dans la ville une empreinte considérable.
Il s'agit du plus ancien et du plus célèbre pont de Prague. Ainsi dénommé depuis 1870 et la Renaissance nationale tchèque, il s'agit du deuxième plus vieux pont du pays, construit en remplacement d'un premier pont de pierre, le pont Judith, emporté par la fonte des glaces en 1342. Il fut par ailleurs jusqu'en 1841 le seul pont de la ville. Connu pour son architecture médiévale et sa nombreuse statuaire, et situé sur l'ancien parcours du couronnement des rois de Bohême, il voit le passage quotidien de près de 30 000 touristes.

## Histoire

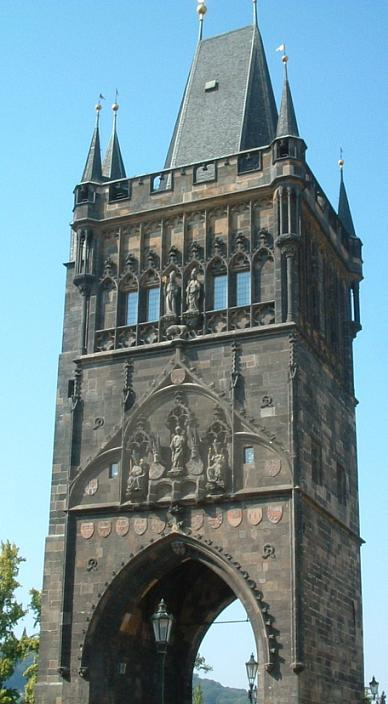
Tour gothique, côté Staré Město.

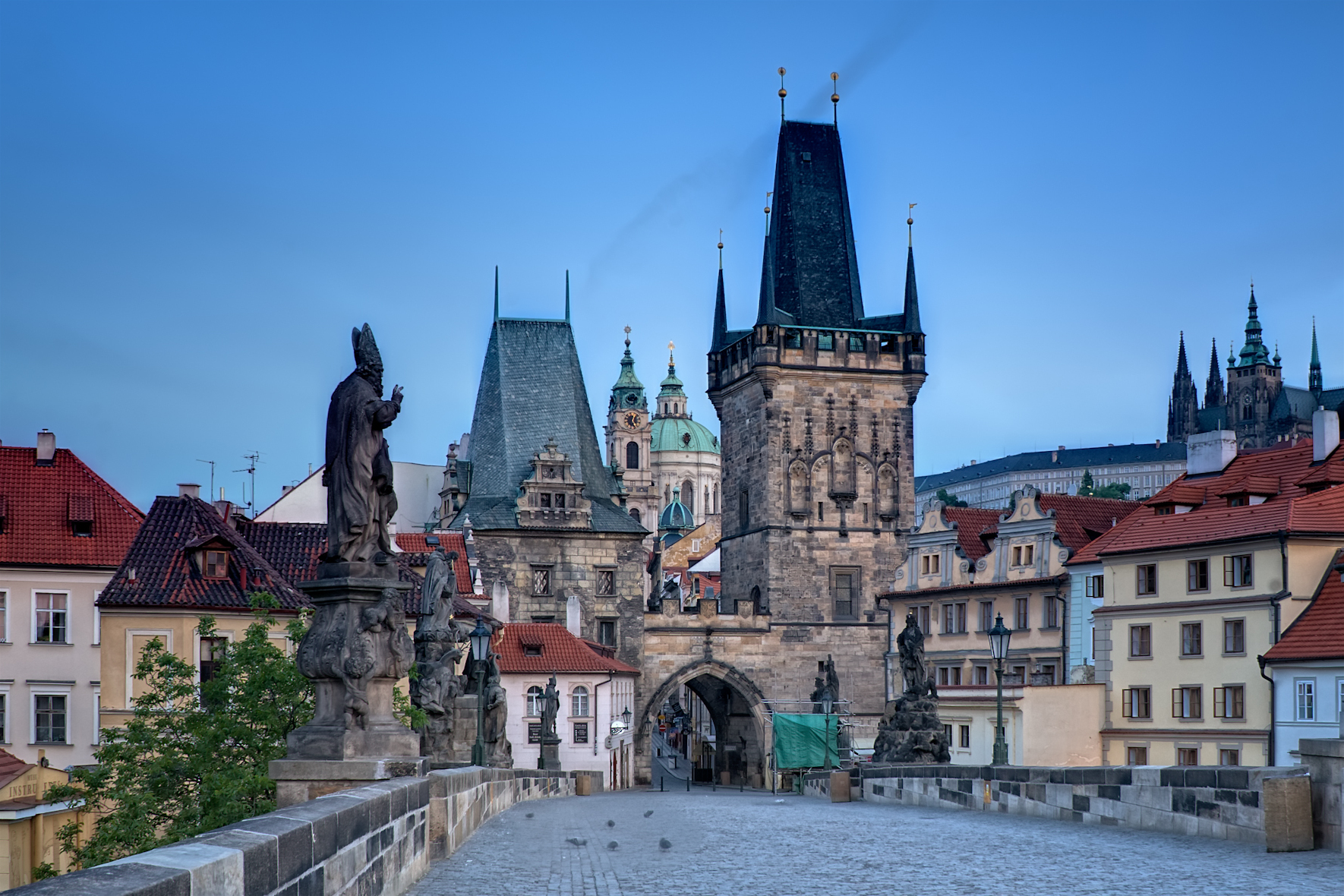
Les deux tours du pont du côté du quartier de Malá Strana.

La construction du pont a été décidée après l'inondation de 1342 durant laquelle le pont Judith datant de 1170 a été emporté lors de la fonte des glaces. Une longue tradition attribue la construction de ce pont à l'architecte Peter Parler. Il s'avère cependant que le véritable concepteur du pont était un certain « Maître Otto », ou « Otlin ». Peter Parler n'aurait qu'achevé la construction du pont, à partir des années 1360.
La pose de la première pierre a eu lieu en 1357, selon les chroniqueurs. On ignore le jour précis. Le philosophe et astronome tchèque Zdeněk Horský (de) a proposé le 9 juillet 1357 à 5 heures et 31 minutes, pour des raisons liées à l'astrologie. Cette date palindrome (1357-9-7 5:31, qui se lit aussi bien de droite à gauche que de gauche à droite) avait été jugée propice par l'astrologue de la cour de Charles IV, étant établi en outre que ce jour-là eut lieu une conjonction exacte du Soleil et de Saturne, le Soleil cachant même la planète. L'empereur, féru de mysticisme, espérait que l'ouvrage résistât aux assauts du temps et du fleuve. D'autres proposent le 15 juin, pour la saint Vít.
Il est achevé en 1402.
Chaque extrémité du pont est protégée par une tour. Du côté de la Vieille Ville, la tour gothique (cs) date ainsi du XIVe siècle. De l'autre côté, vers Malá Strana, se trouvent les deux tours du pont de la Petite Ville de hauteur différente encadrant une porte de ville ; la plus petite est dénommée tour de Judith et est antérieure à la construction du pont. Les historiens supposent qu'à l'origine le pont était plus long d'un pilier à chaque extrémité. Les tours n'étaient donc pas aux extrémités.
Le pont Charles a inspiré tout un recueil de fables, comme celle qui raconte que des tonnes d'œufs ont été rapportées des villages alentour pour servir de liant au mortier.
Il s'agit du plus ancien pont de Prague — le seul jusqu'en 1841 — et le second de tout le pays.
Tout d'abord dénommé « pont de pierre » puis « pont de Prague », il prend son nom actuel à partir de 1870.
Symbole de la ville, il attire chaque jour 30 000 touristes environ.

## Statues

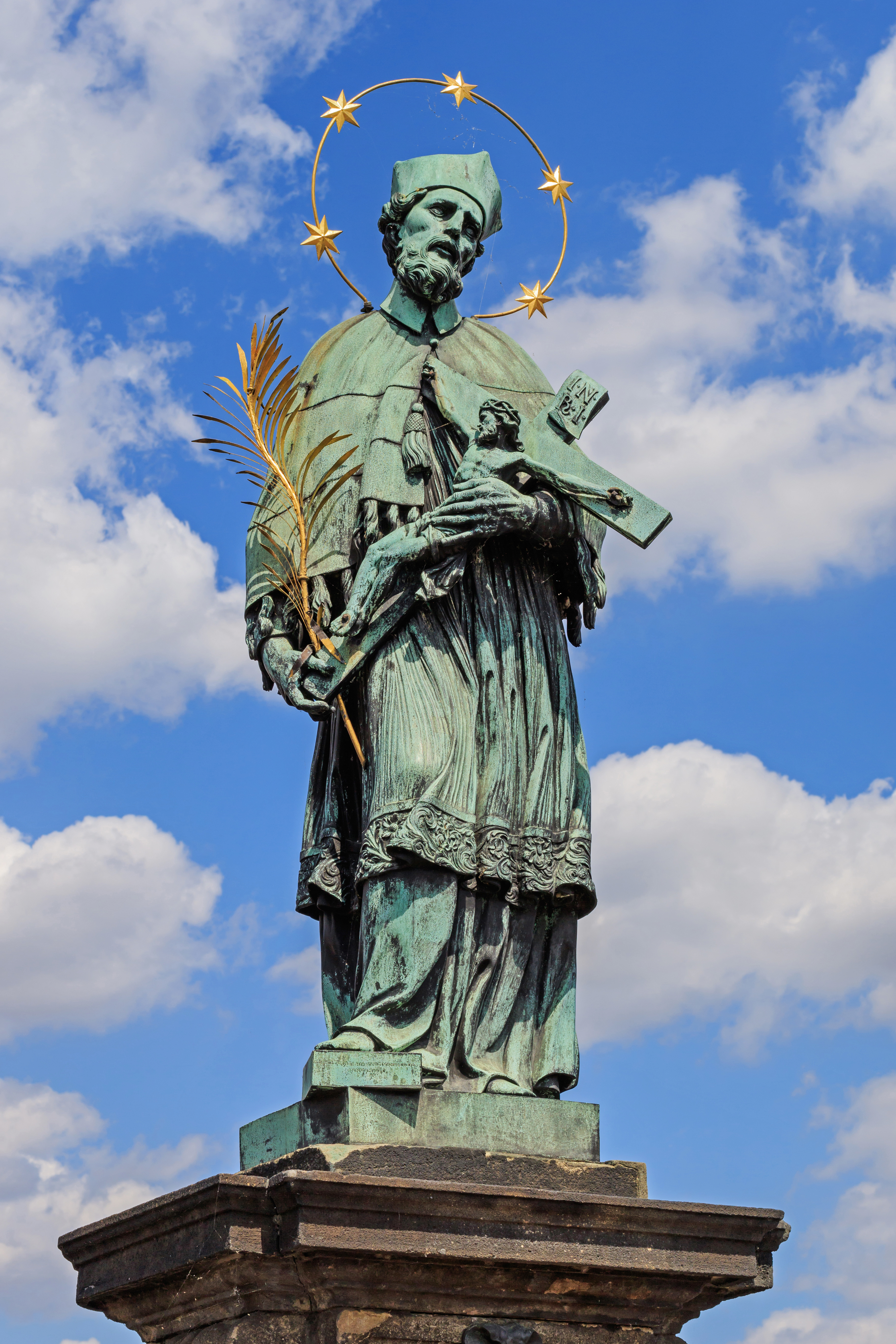
Statue de Jean Népomucène sur le pont.

Au cours des XVIIe siècle et XXe siècle, diverses institutions praguoises, ordres religieux ou particuliers font réaliser trente statues en vis-à-vis sur toute la longueur du pont. Aujourd'hui certaines sont remplacées par des copies reconnaissables à leur teinte plus claire, les originaux étant conservés au musée national.
L'une d'entre elles, la plus ancienne (datant de 1683), représente le saint Jean Népomucène. Créée et mise en place à la demande des jésuites, elle célèbre le futur saint Jean Népomucène (il n'est béatifié qu'en 1721 et canonisé qu'en 1729). Ce dernier, prêtre à Prague sous le règne de Venceslas IV, fut jeté, par ordre du roi, par-dessus le pont en 1393. D'après des récits du XVIIIe siècle, le roi jaloux n'acceptait pas que Jean Népomucène ne lui répète pas ce que la reine Jeanne lui avait confessé. Une fois décédé, une auréole serait apparue au-dessus de l'eau. Les sources contemporaines mentionnent plutôt qu'à l'occasion d'un conflit entre l'archevêque et le roi, un des assistants de l'archevêque Jean de Pomuk est torturé à mort et que son corps est jeté du pont.
Aujourd'hui, sa statue est surmontée d'un halo doré et accompagnée, à quelques mètres de distance, d'une croix en or marquant le lieu du crime. Les touristes aiment toucher, sur le piédestal, la silhouette du chien de la famille royale (signe de fidélité) et celle de la reine, qui apporterait le bonheur.
Entre 1683 et 1714, sur le modèle du pont Saint-Ange de Rome, chaque pilier est surmonté d'une statue ou d'un groupe sculptural qui évoque l'histoire religieuse de la ville ou du pays. Les statues sont l'œuvre des sculpteurs baroques Jan Brokoff et de son fils Ferdinand Maxmilián Brokoff, Matthias Bernhard Braun ainsi que d'autres artistes.

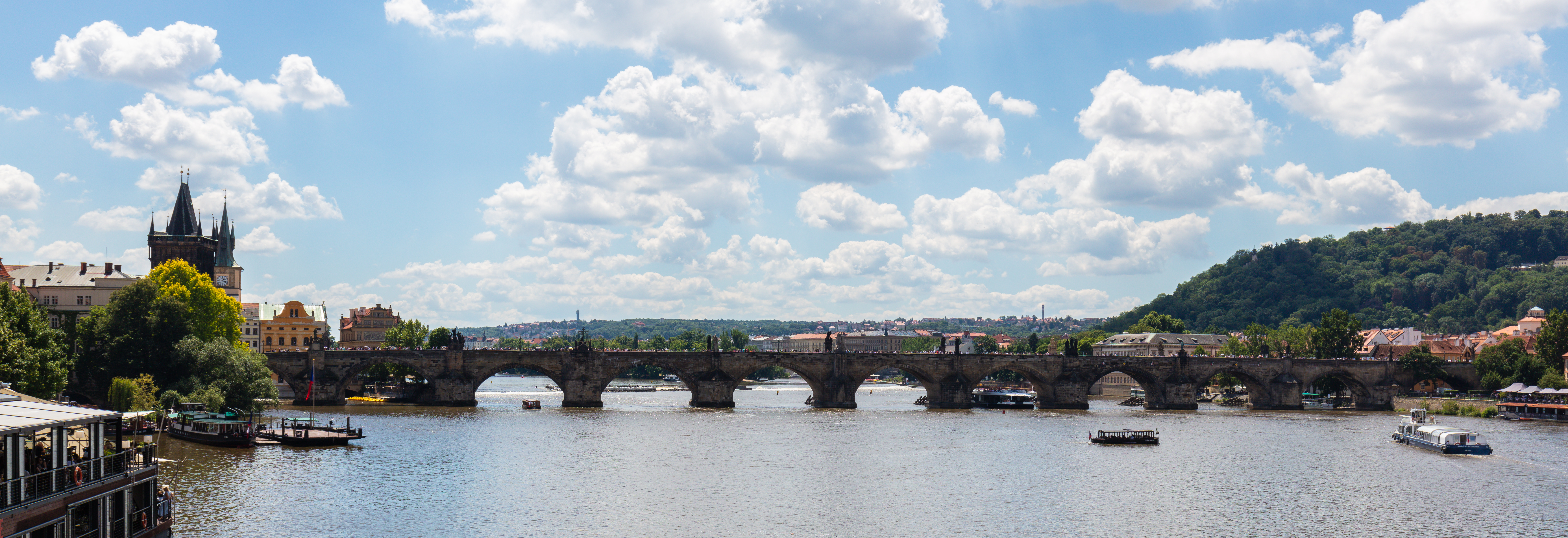
Vue panoramique du pont Charles.

## Dans la culture

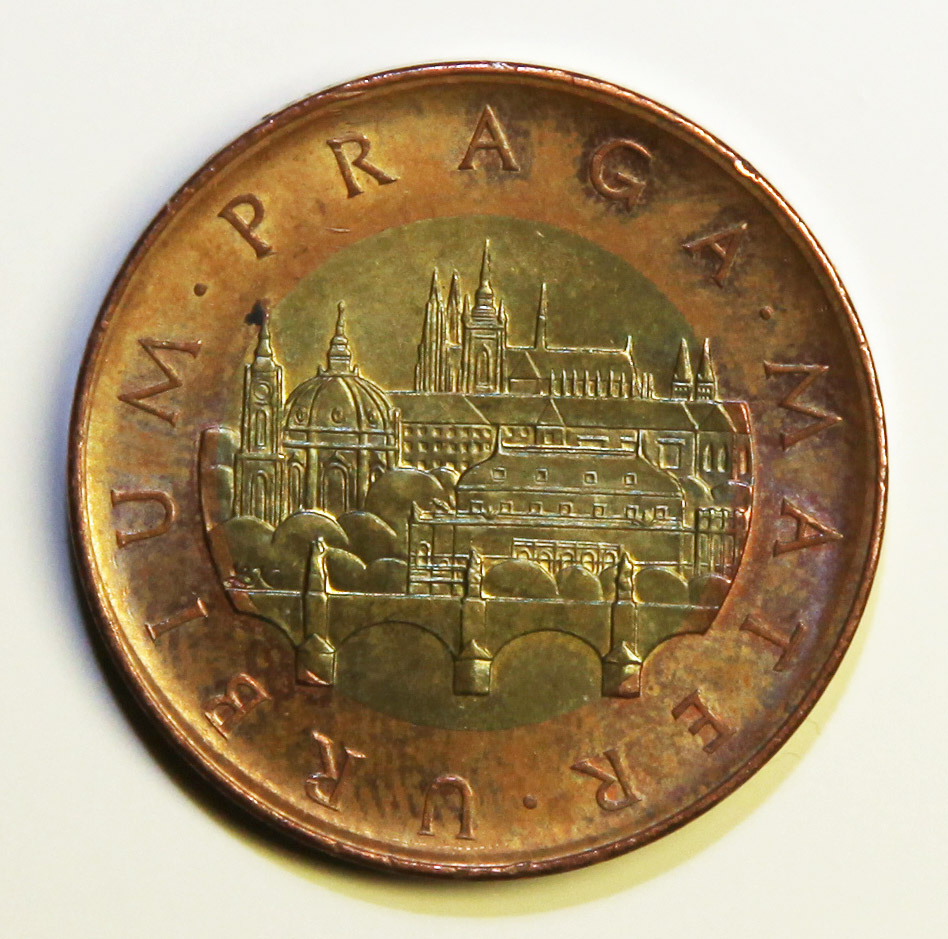
Pièce de 50 couronnes tchèques représentant le pont Charles.

### Numismatique
Le pont Charles est représenté sur la pièce de 50 couronnes tchèques depuis 1993.

### Animation
Dans la série d'animation Dragons et Princesses de Michel Ocelot, le pont Charles est au centre de l'intrigue de l'épisode Le Pont du petit cordonnier, où le jeune héros rêve qu'un trésor est caché sous la septième statue du pont.

## Galeries

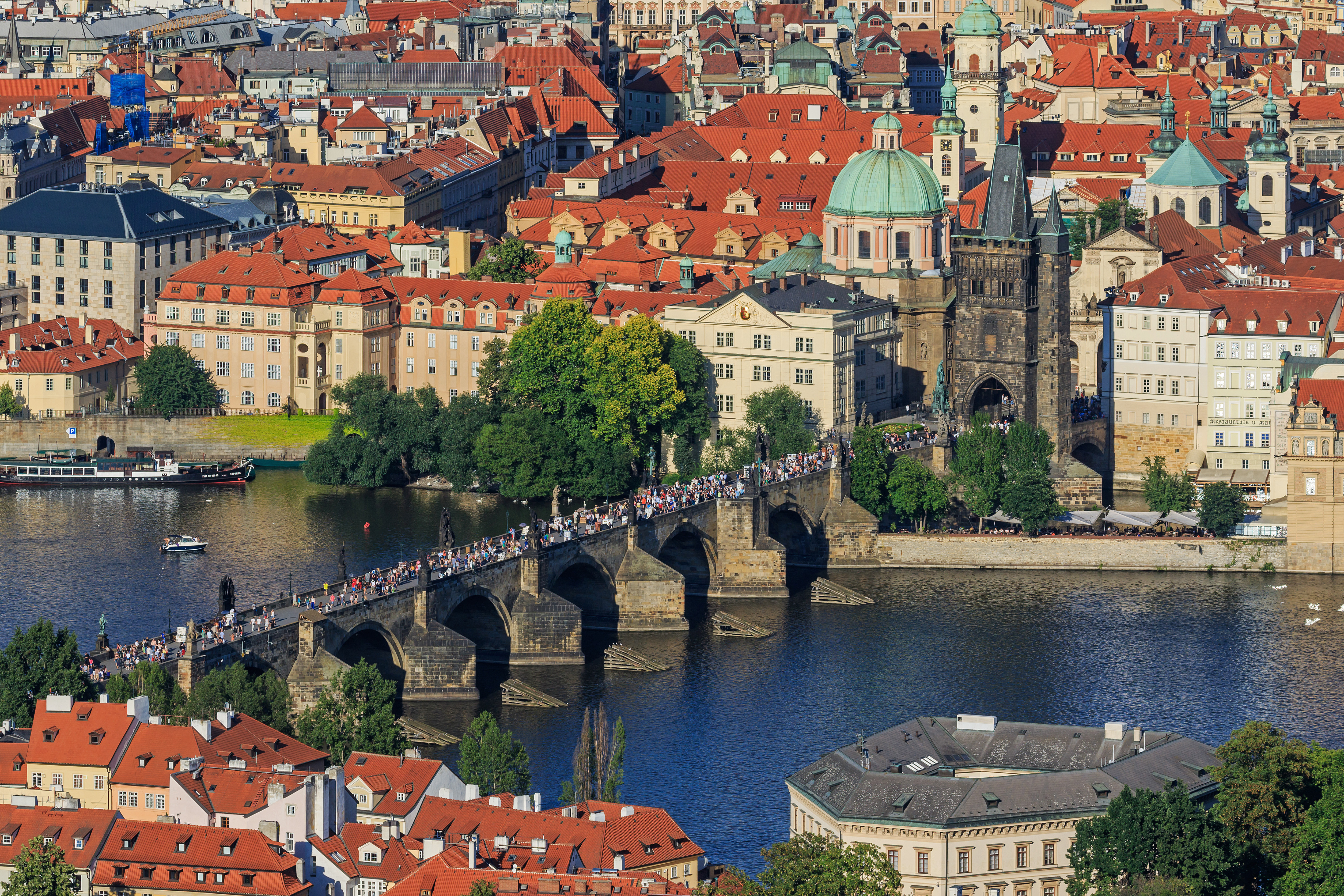
Le pont Charles, sa tour gothique et l'église Saint-Nicolas, dans la Vieille Ville de Prague, vus de la tour de Petřín.
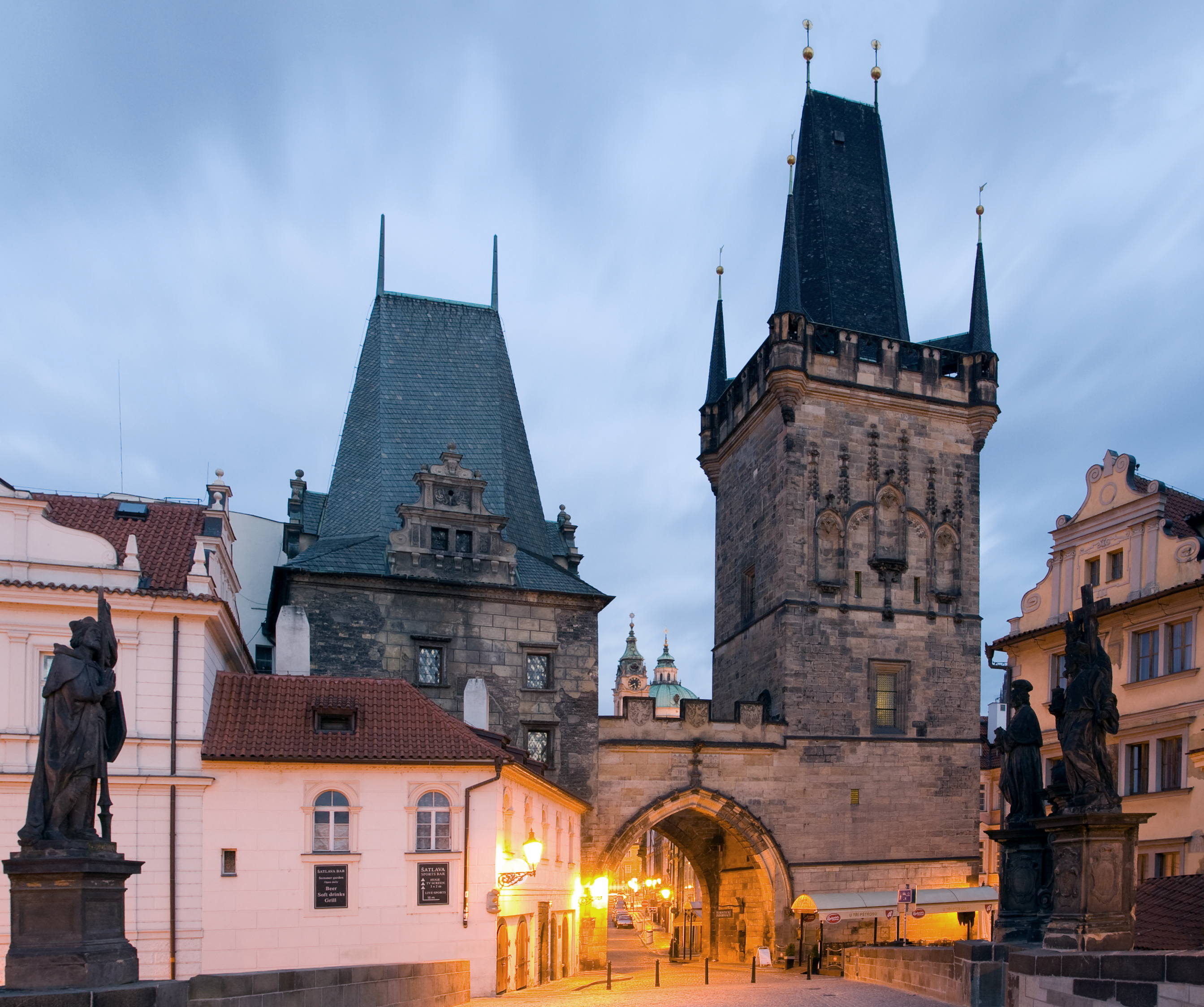
Les tours gothiques et l’entrée du pont Charles dans Malá Strana, un des quartiers historiques de Prague, sur la rive gauche de la Vltava.
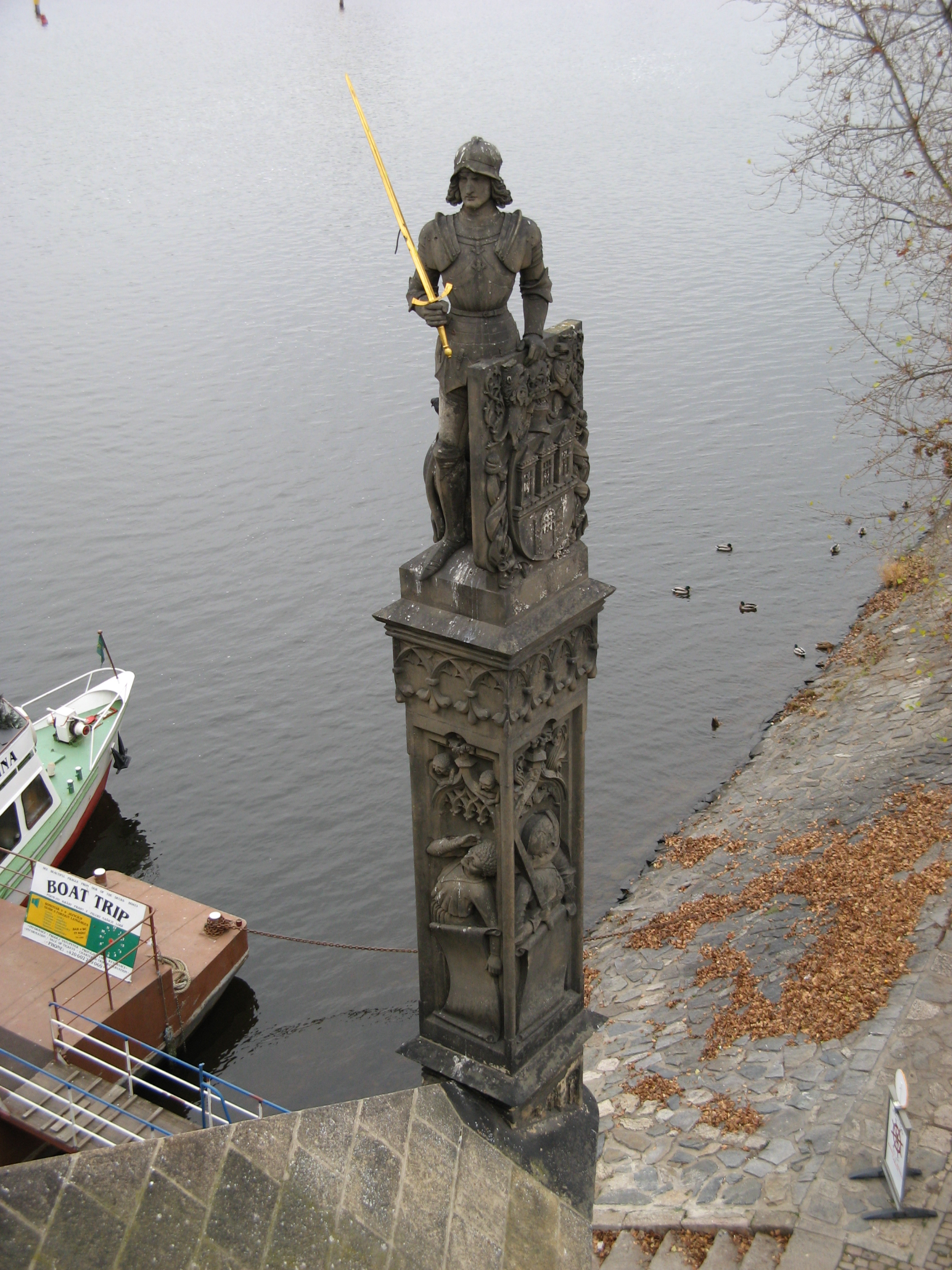
Bruncvík, chevalier d'une légende tchèque (cette statue ne se trouve pas sur le pont proprement dit, mais sur l'une des piles à l'extrémité de l'île Kampa).
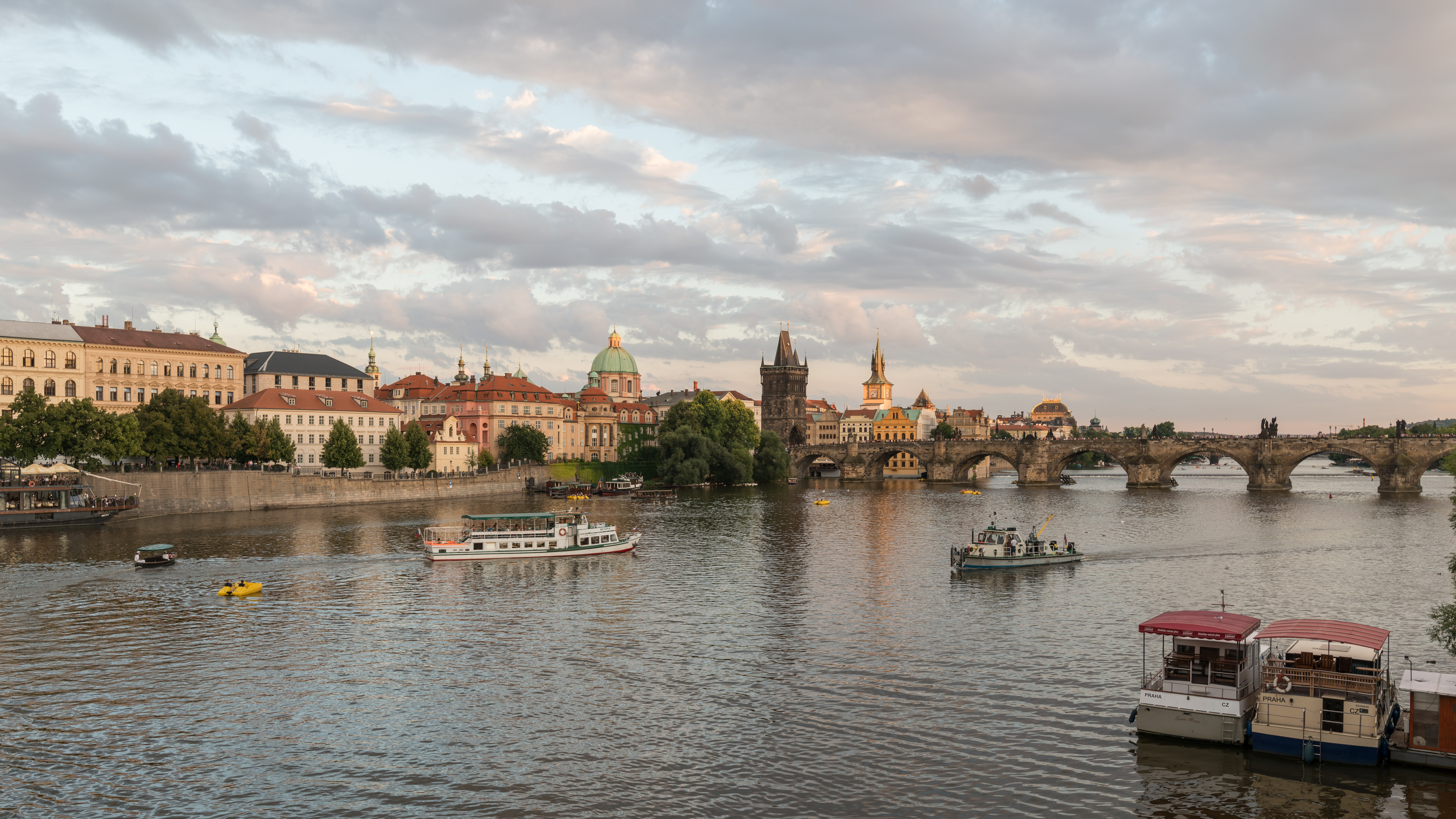
Vue du nord, depuis le pont Mánes. Août 2016.

### Photographies des statues
Côté sud, en allant de la Vieille Ville vers Malá Strana :

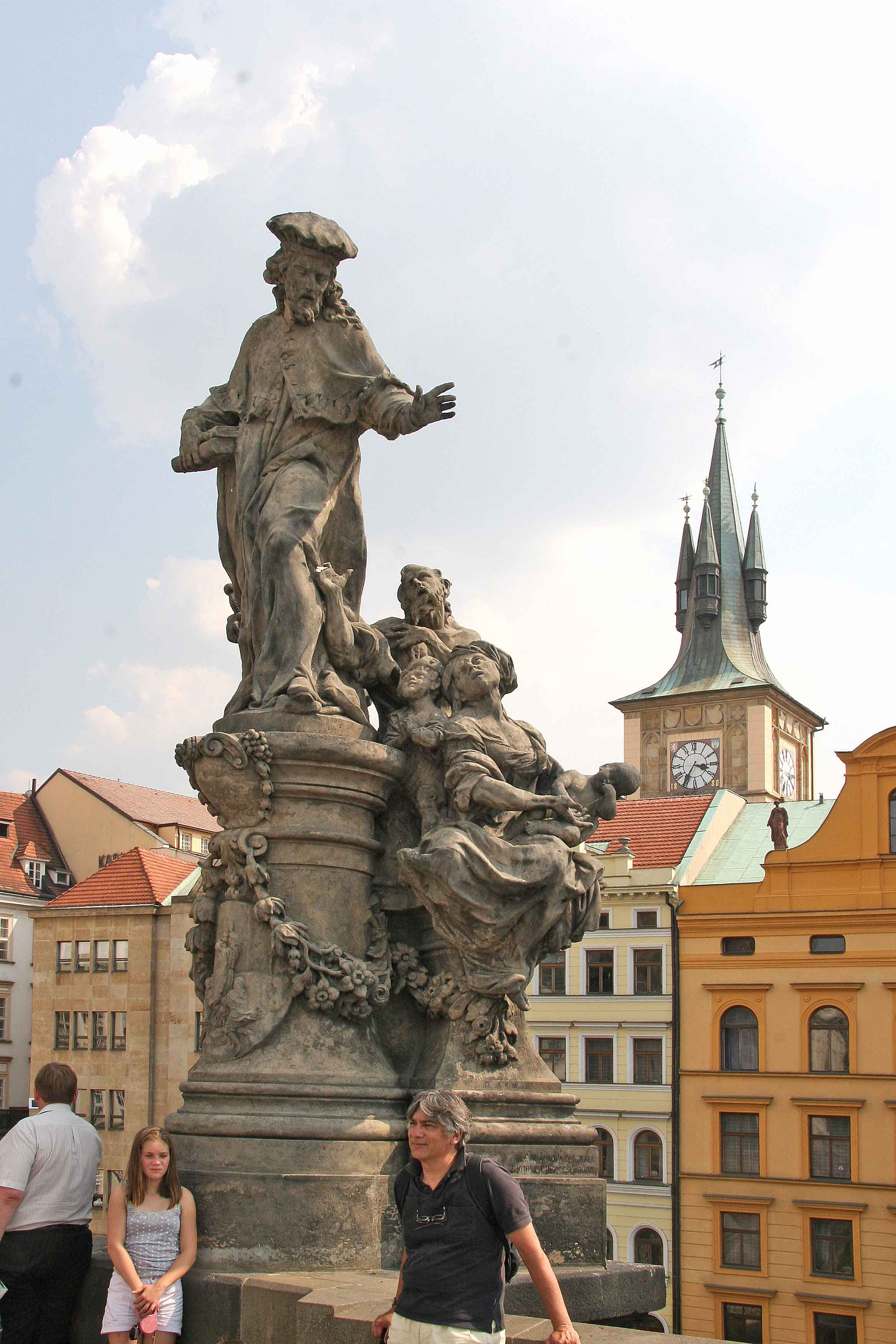
Saint Yves.
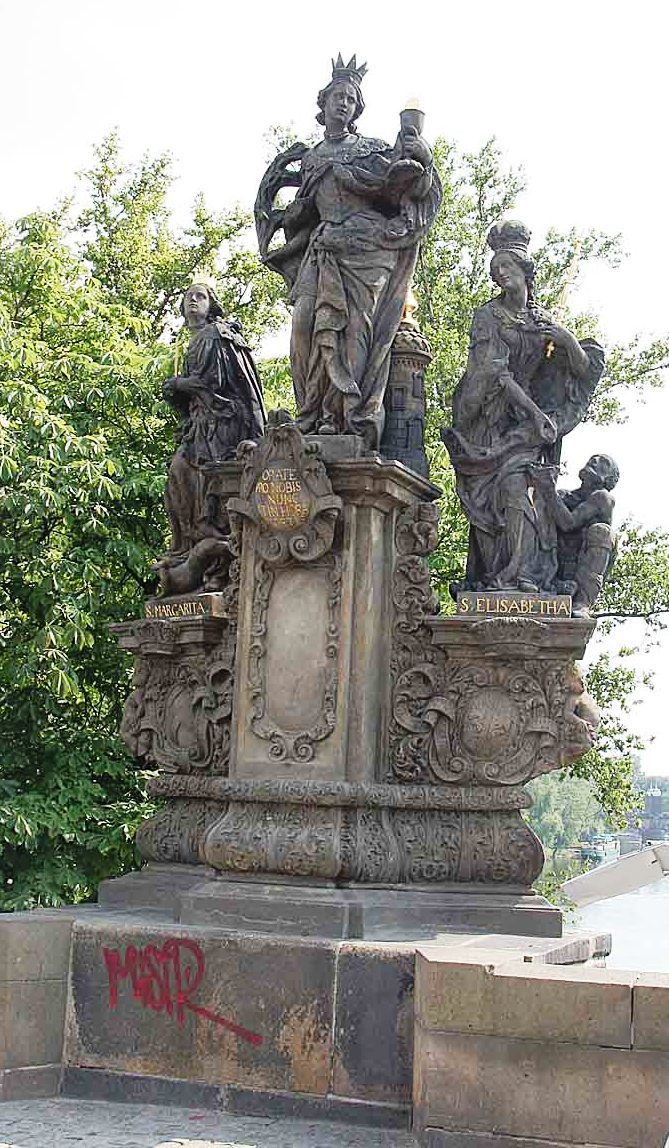
Saintes Barbe, Marguerite et Élisabeth.
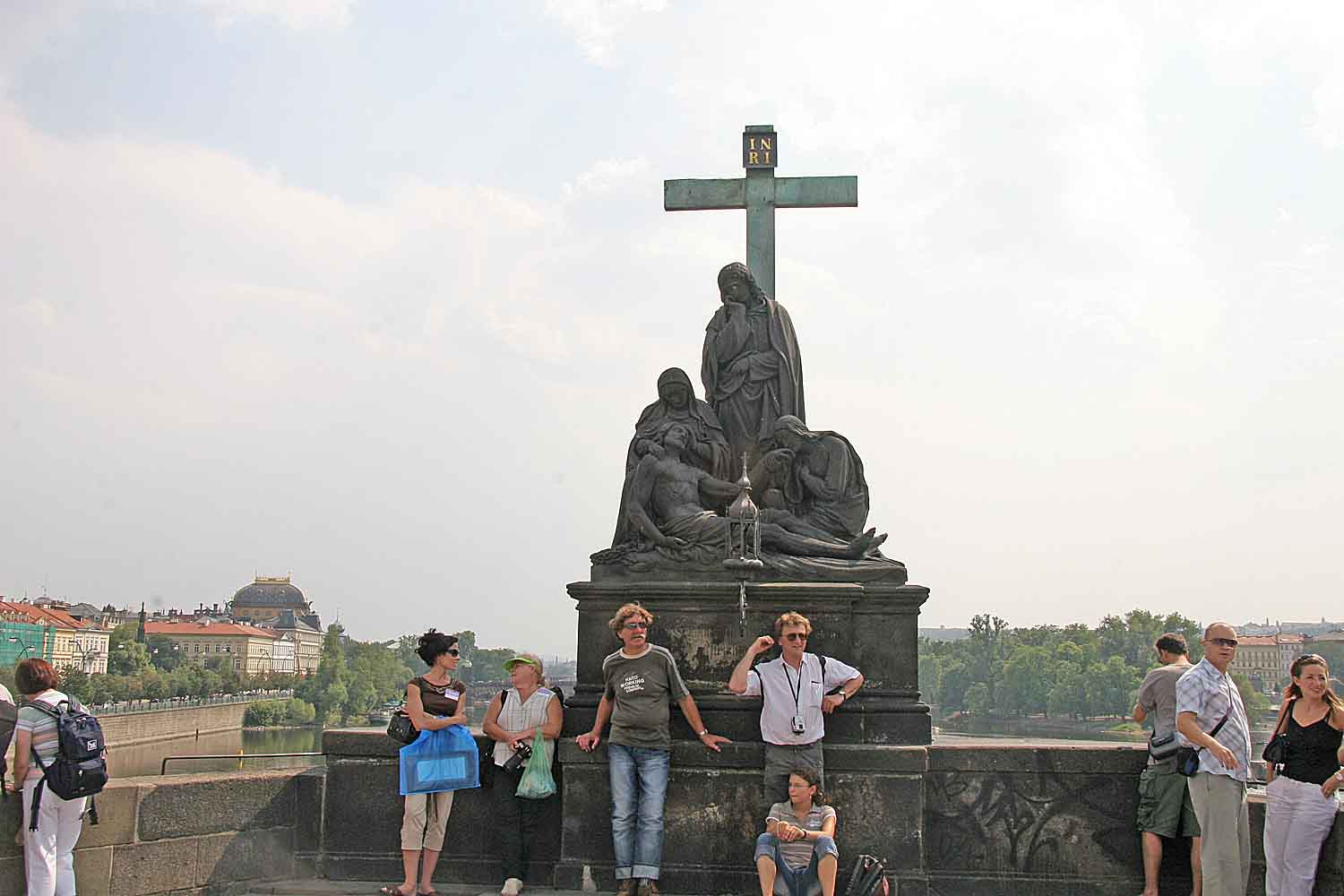
Vierge de la Pitié.
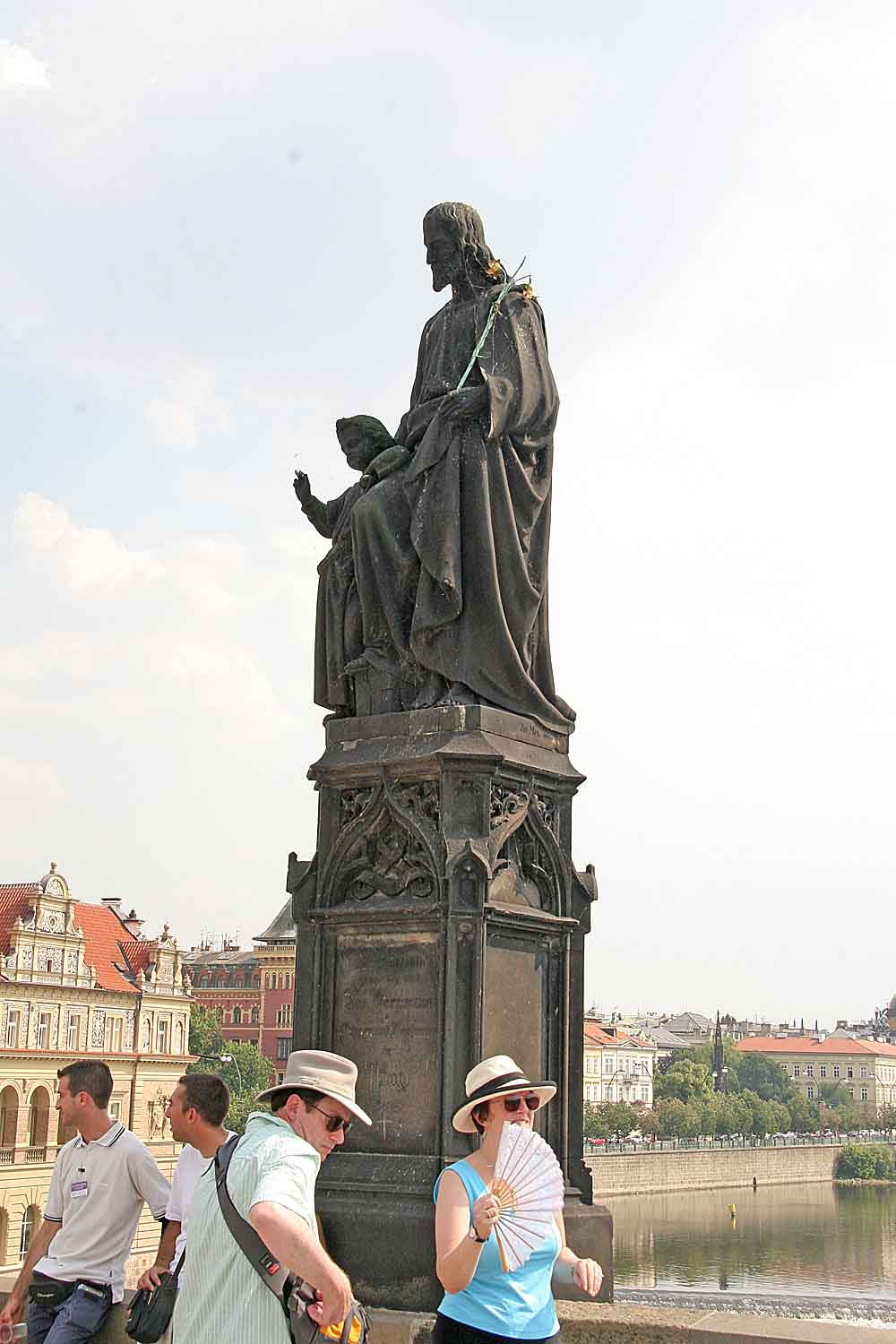
Saint Joseph et l'enfant Jésus.
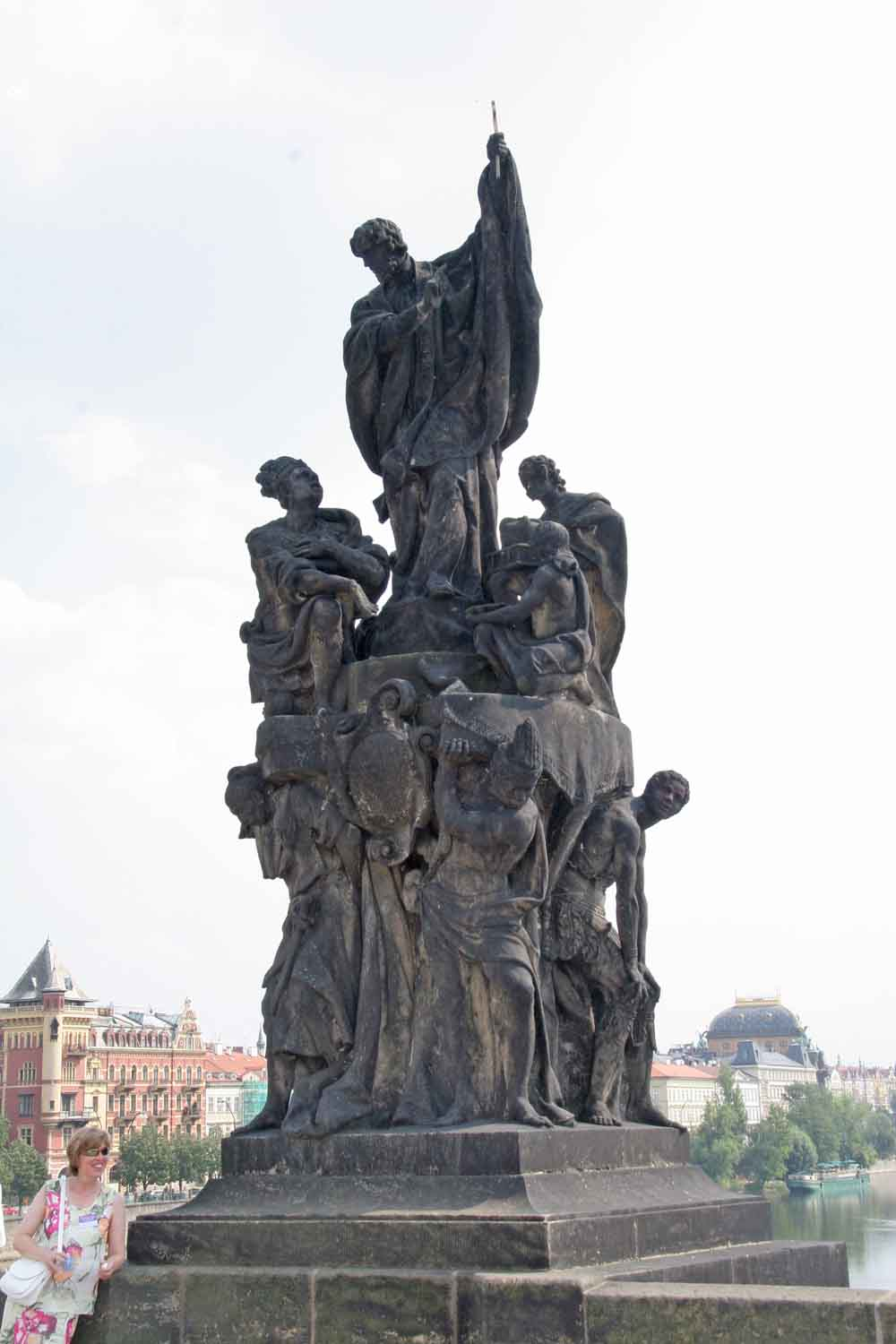
Saint François Xavier.
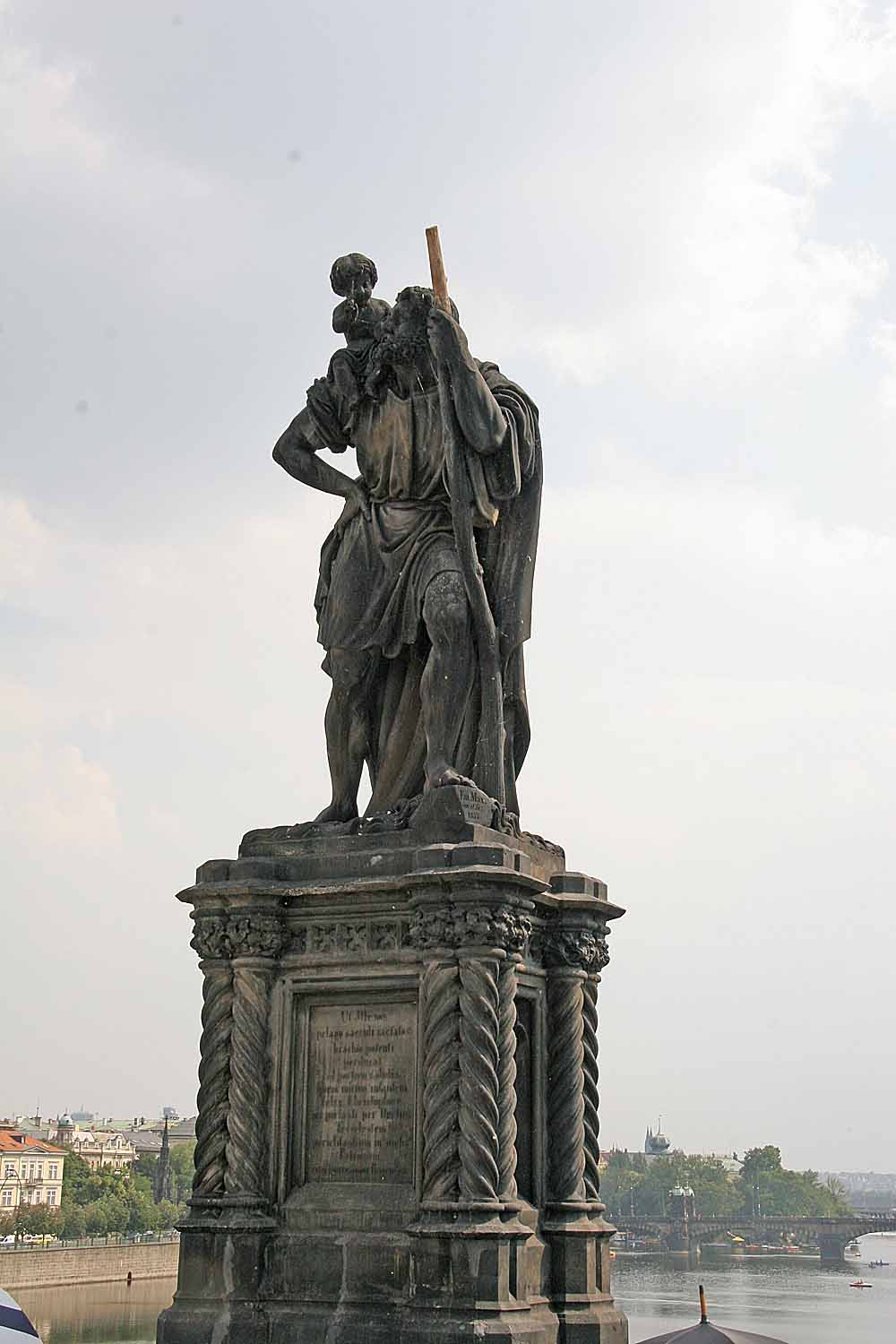
Saint Christophe.
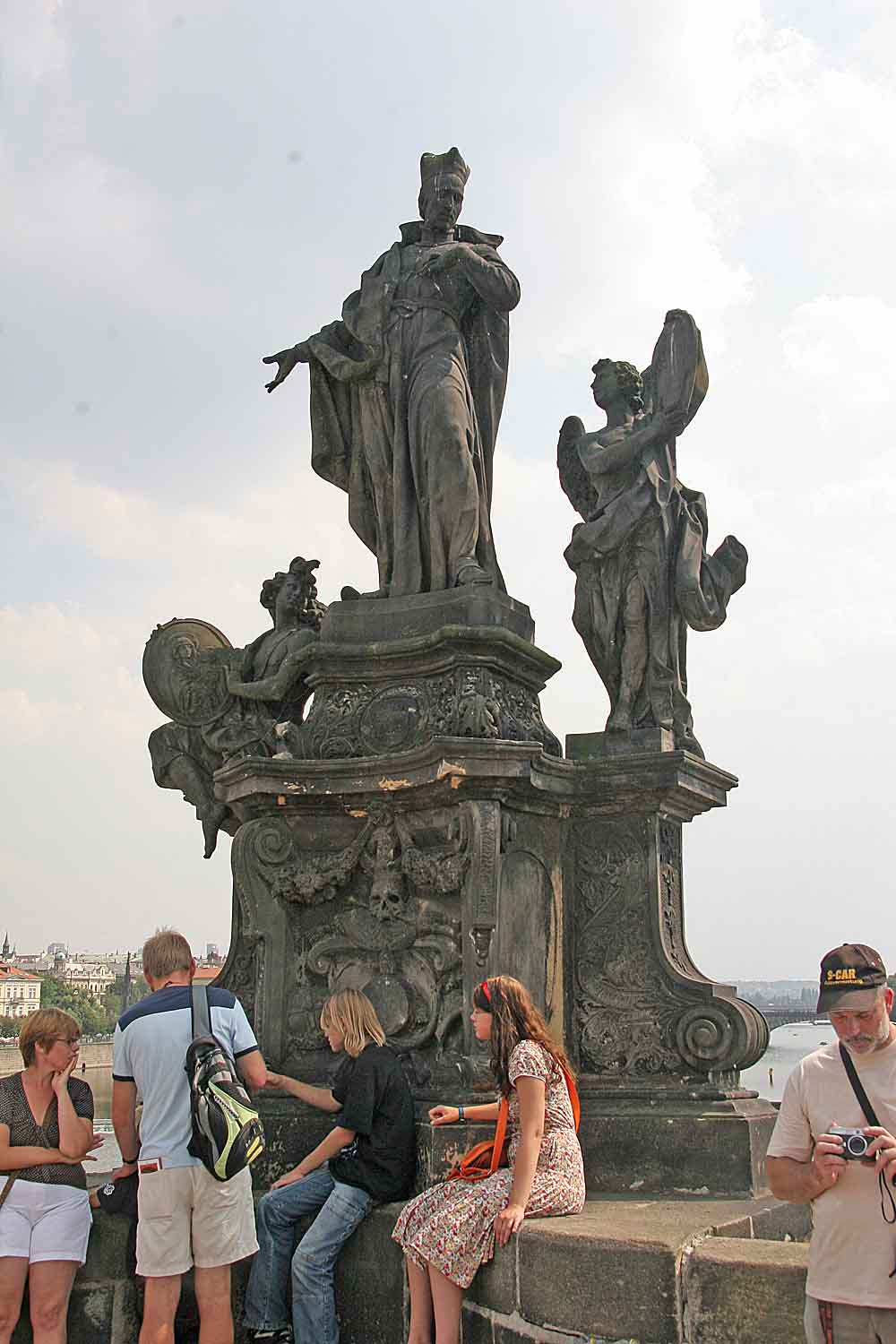
Saint François Borgia.
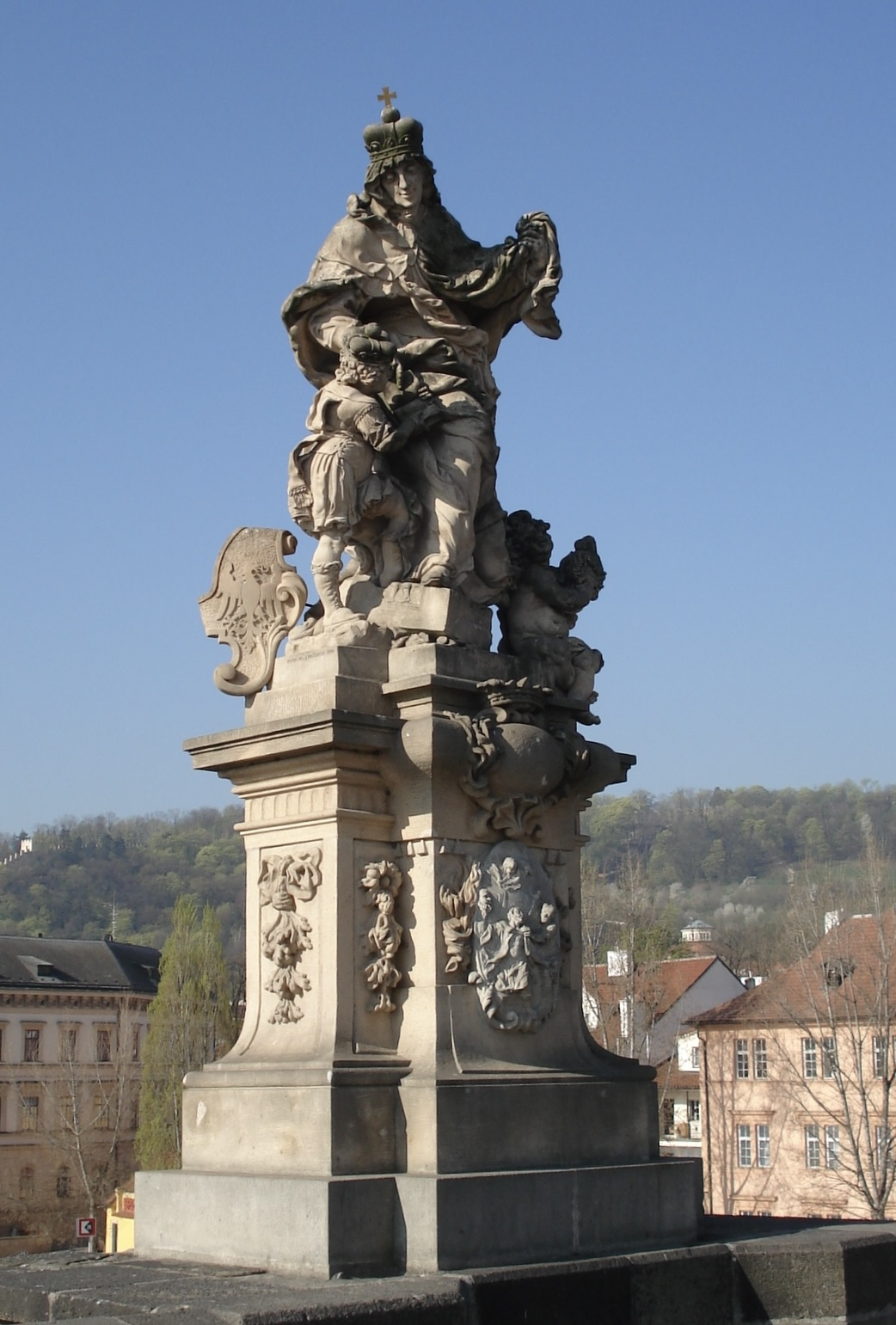
Sainte Ludmila avec saint Venceslas enfant.
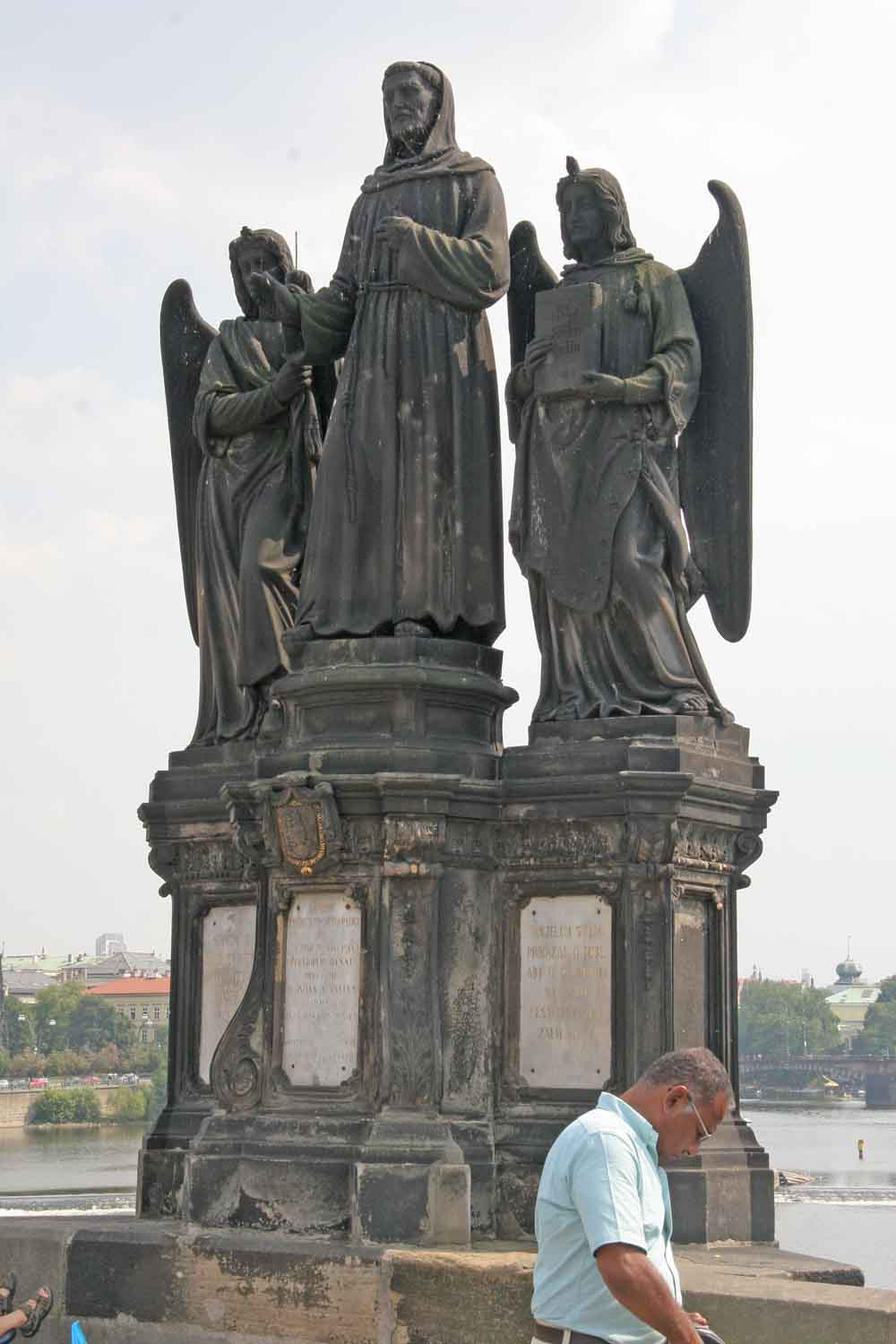
Saint François d'Assise.
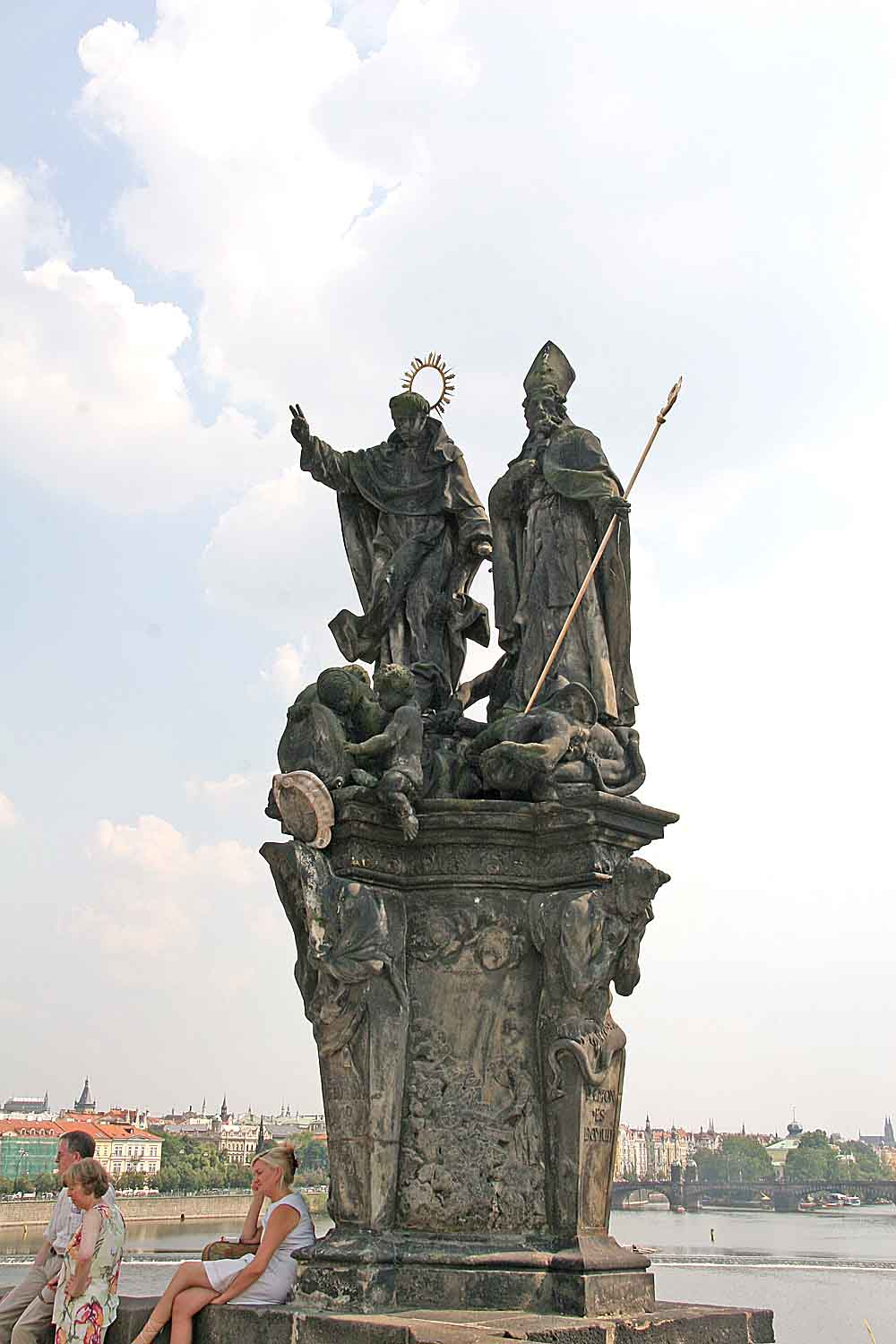
Saints Vincent Ferrier et Procope de Sázava.
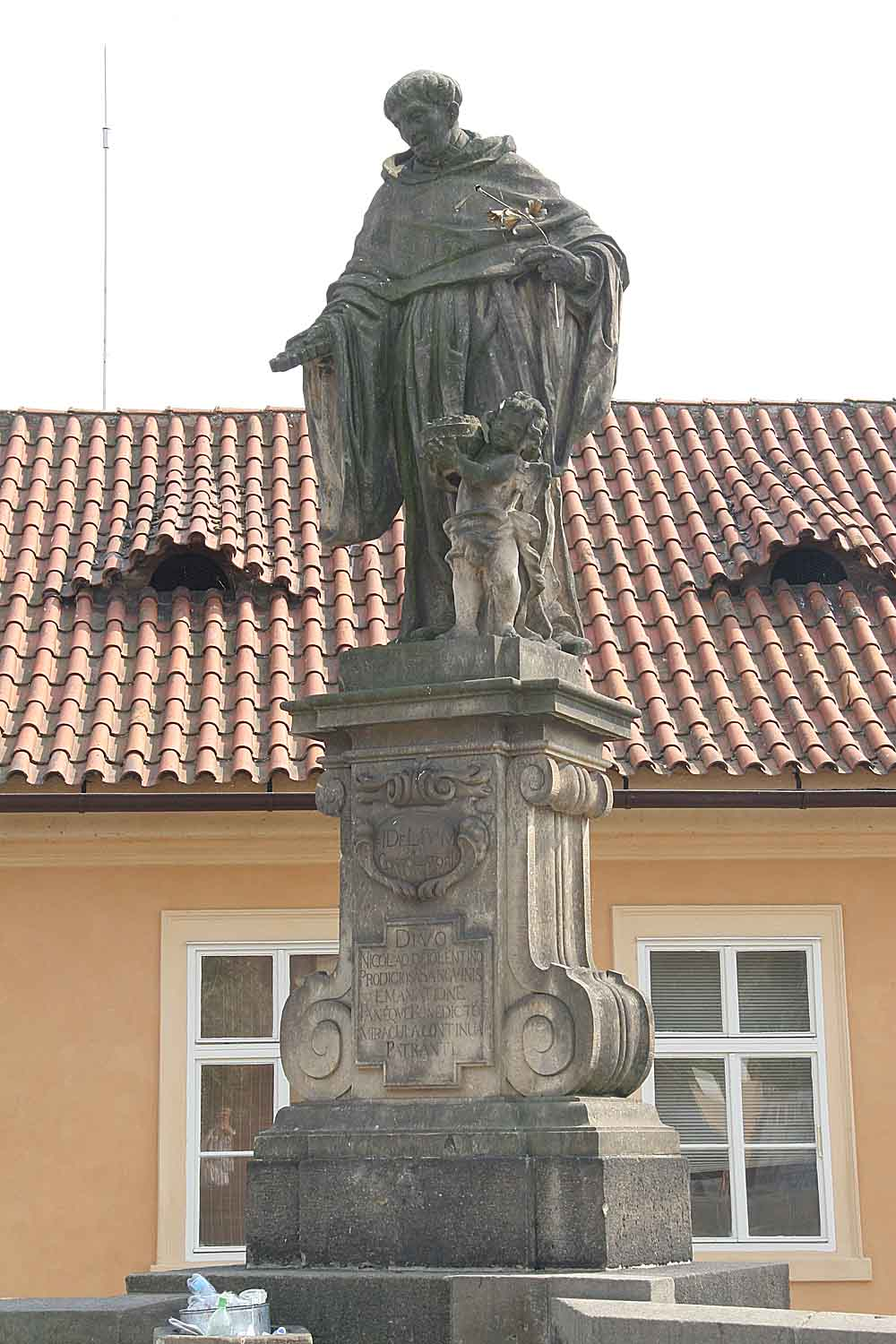
Saint Nicolas de Tolentino.
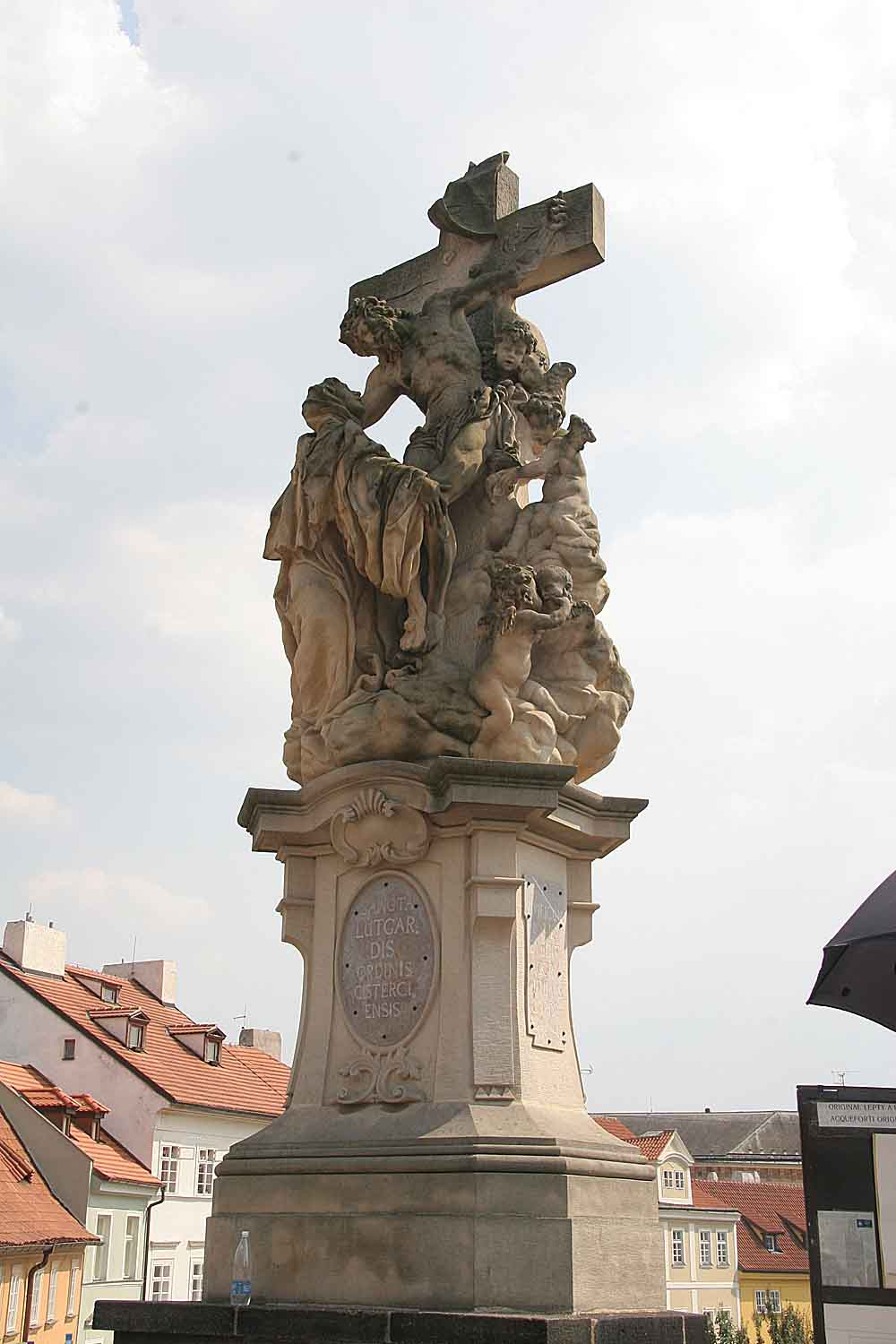
La vision de sainte Lutgarde.
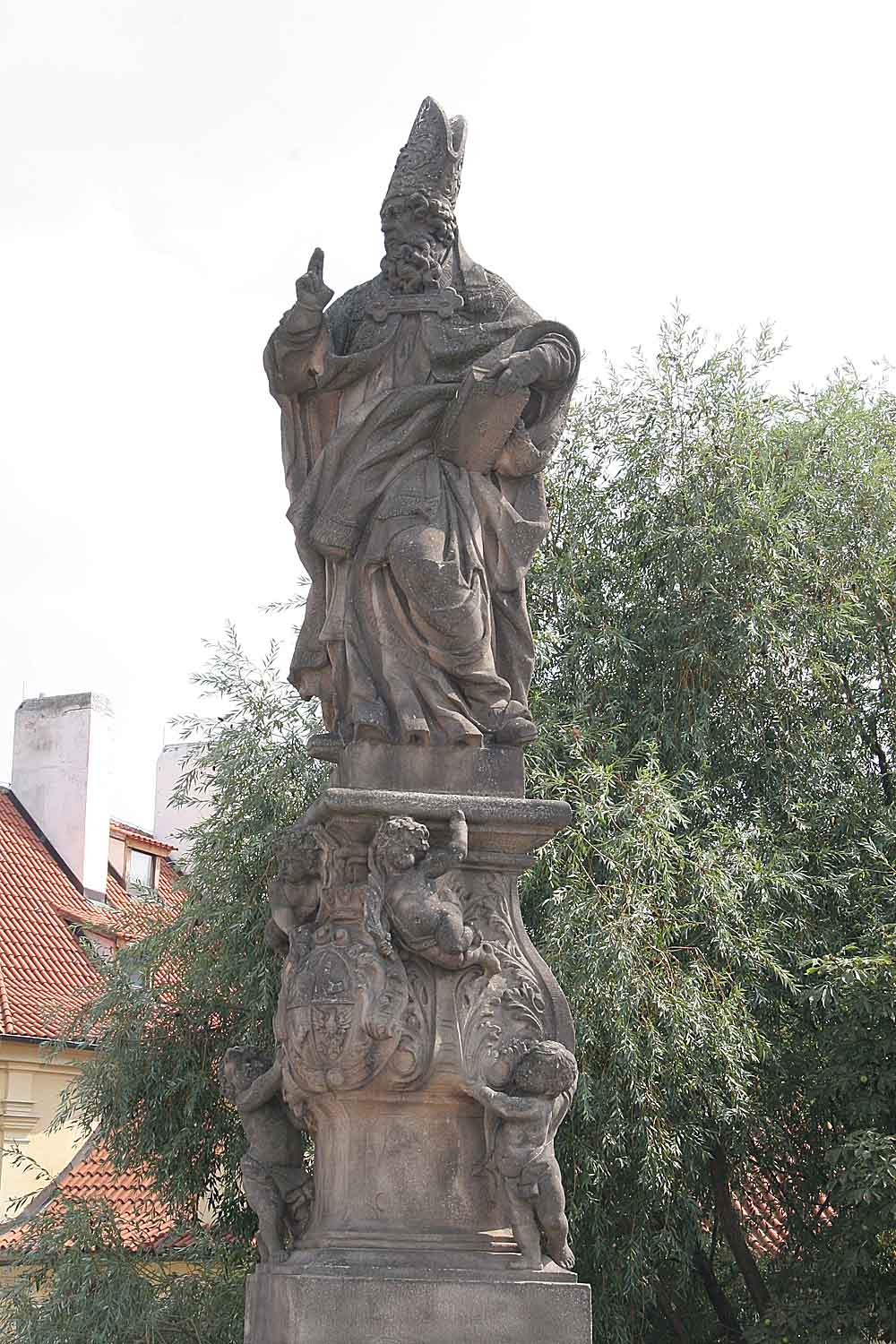
Saint Adalbert de Prague.
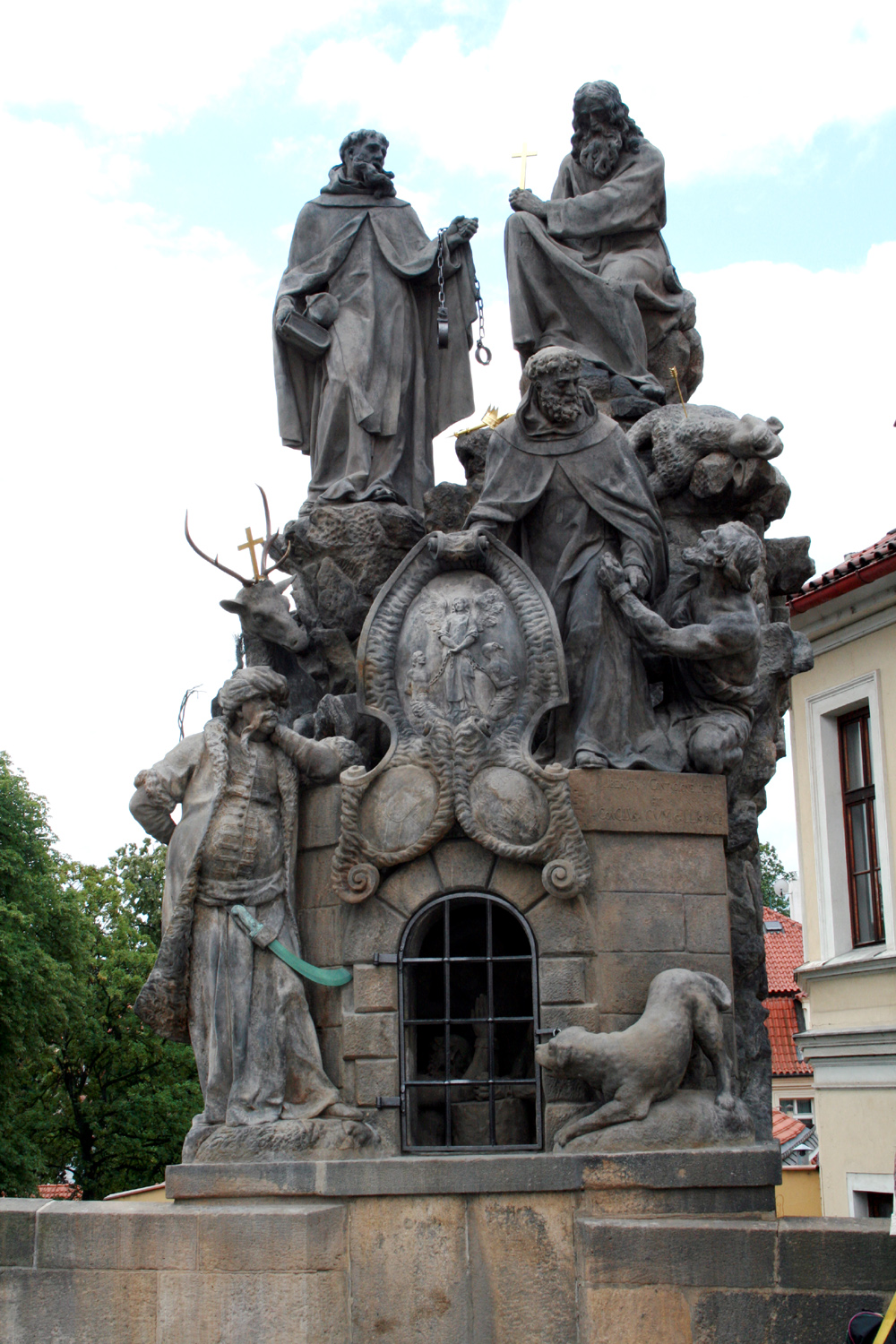
Saint Jean de Matha, saint Félix de Valois et saint Ivan (cs).
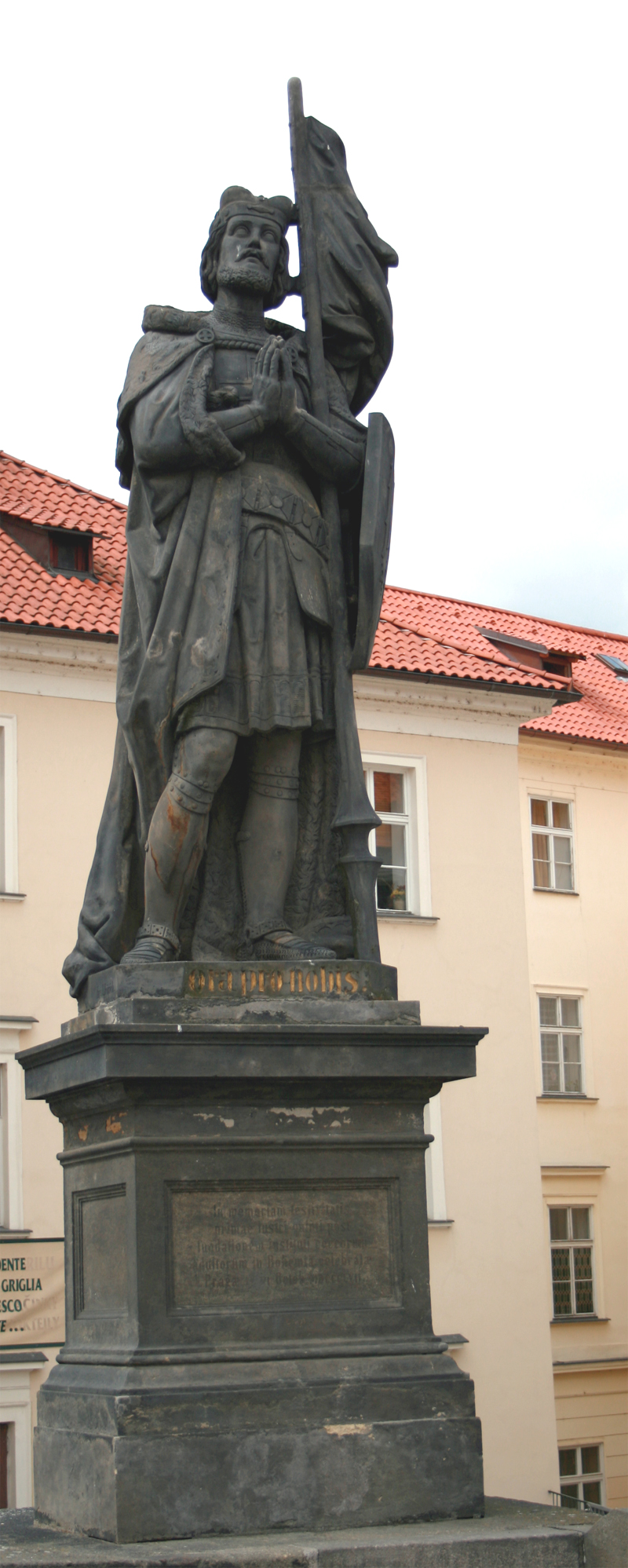
Saint Venceslas.

Côté nord, en allant de la Vieille Ville vers Malá Strana :

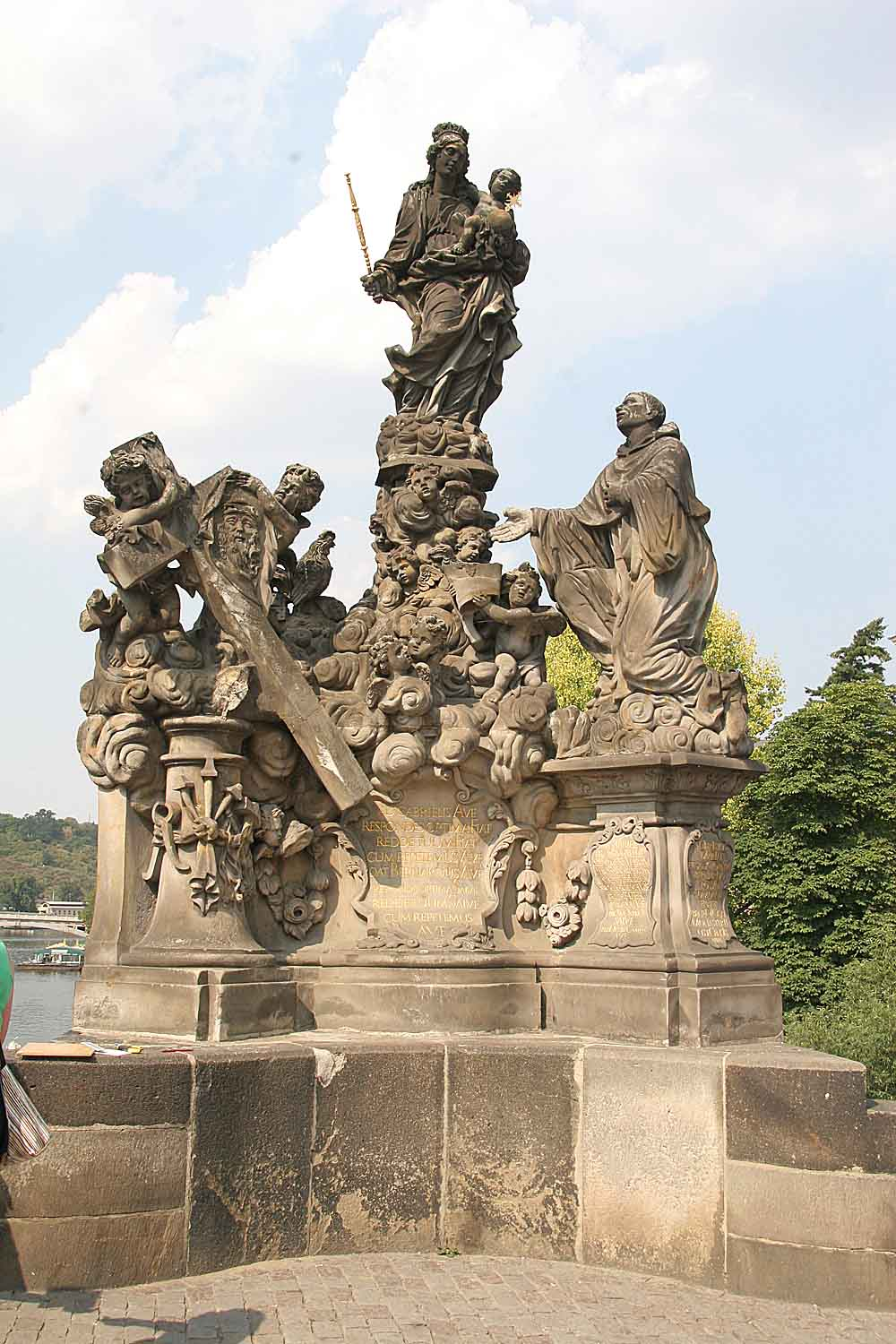
Notre-Dame et saint Bernard.
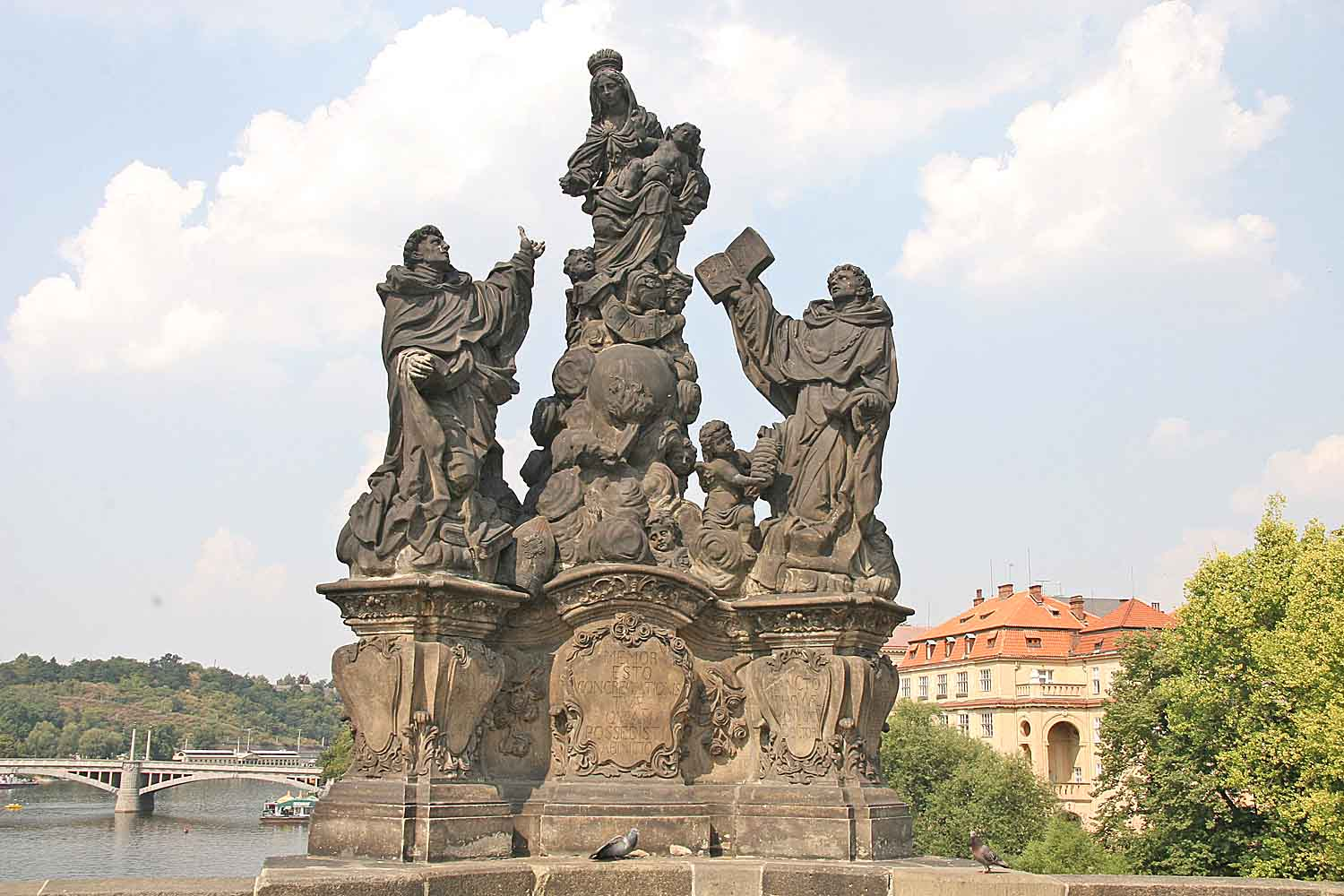
Notre-Dame et saints Dominique et Thomas d'Aquin.
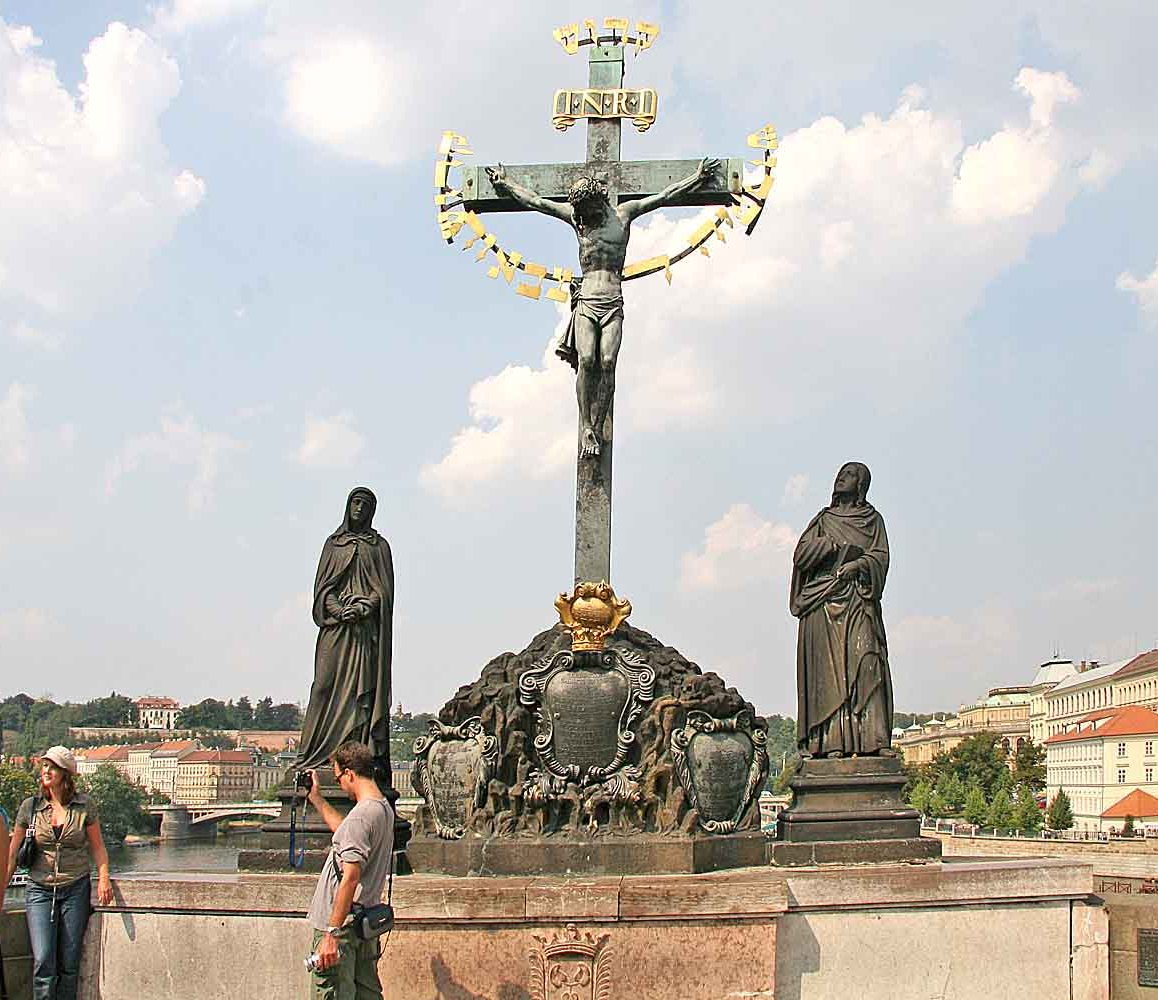
Golgotha.
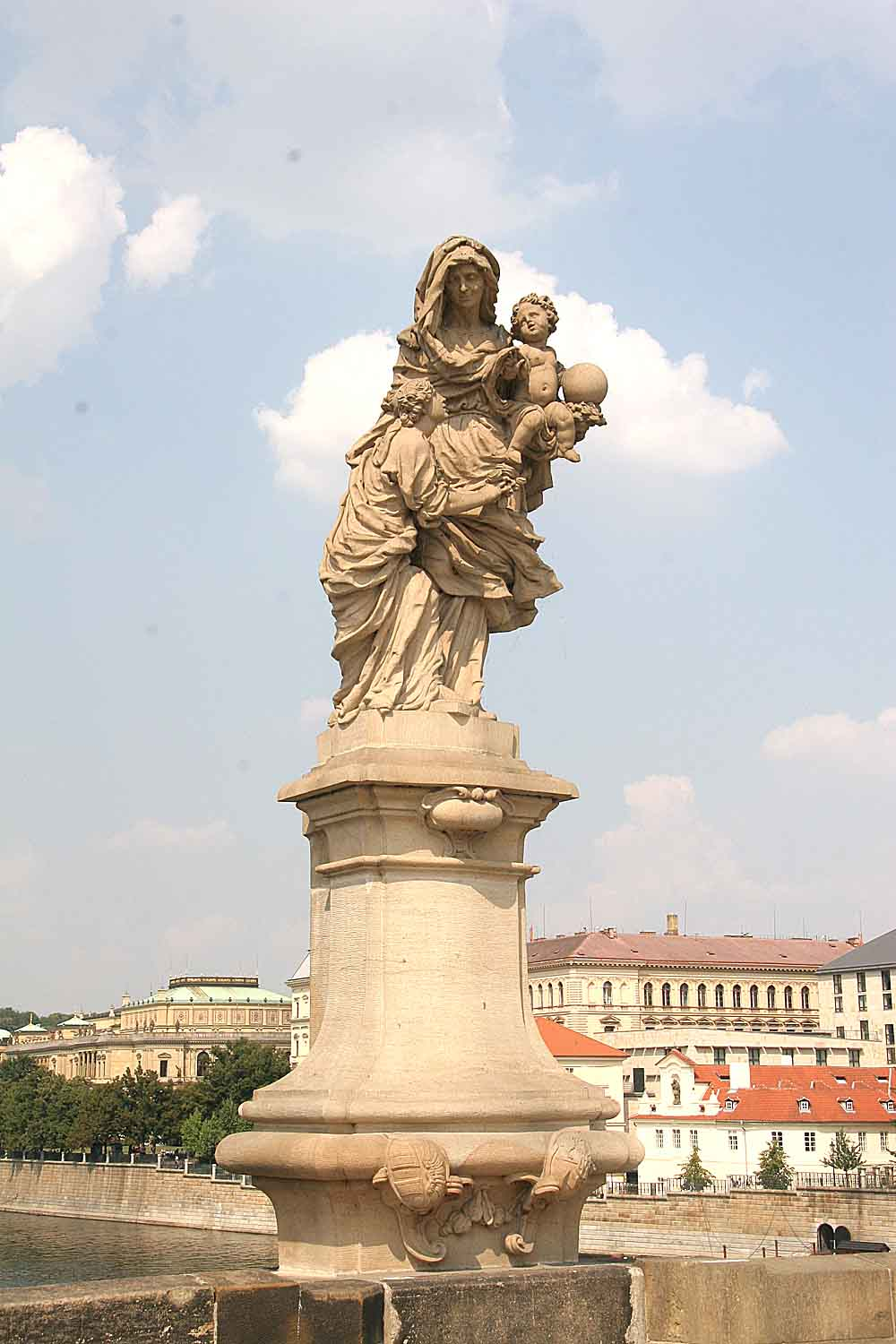
Sainte Anne.
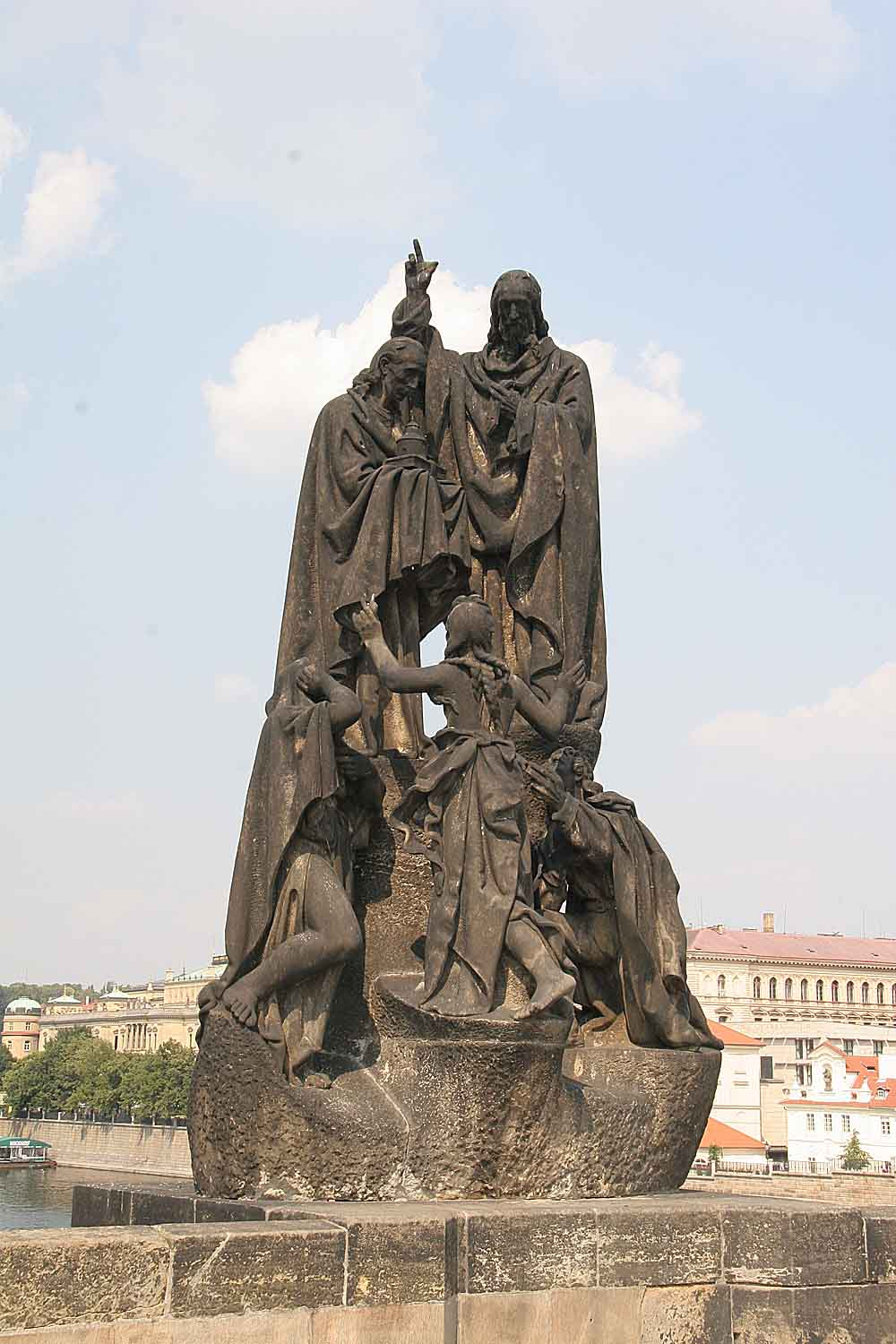
Saints Cyrille et Méthode.
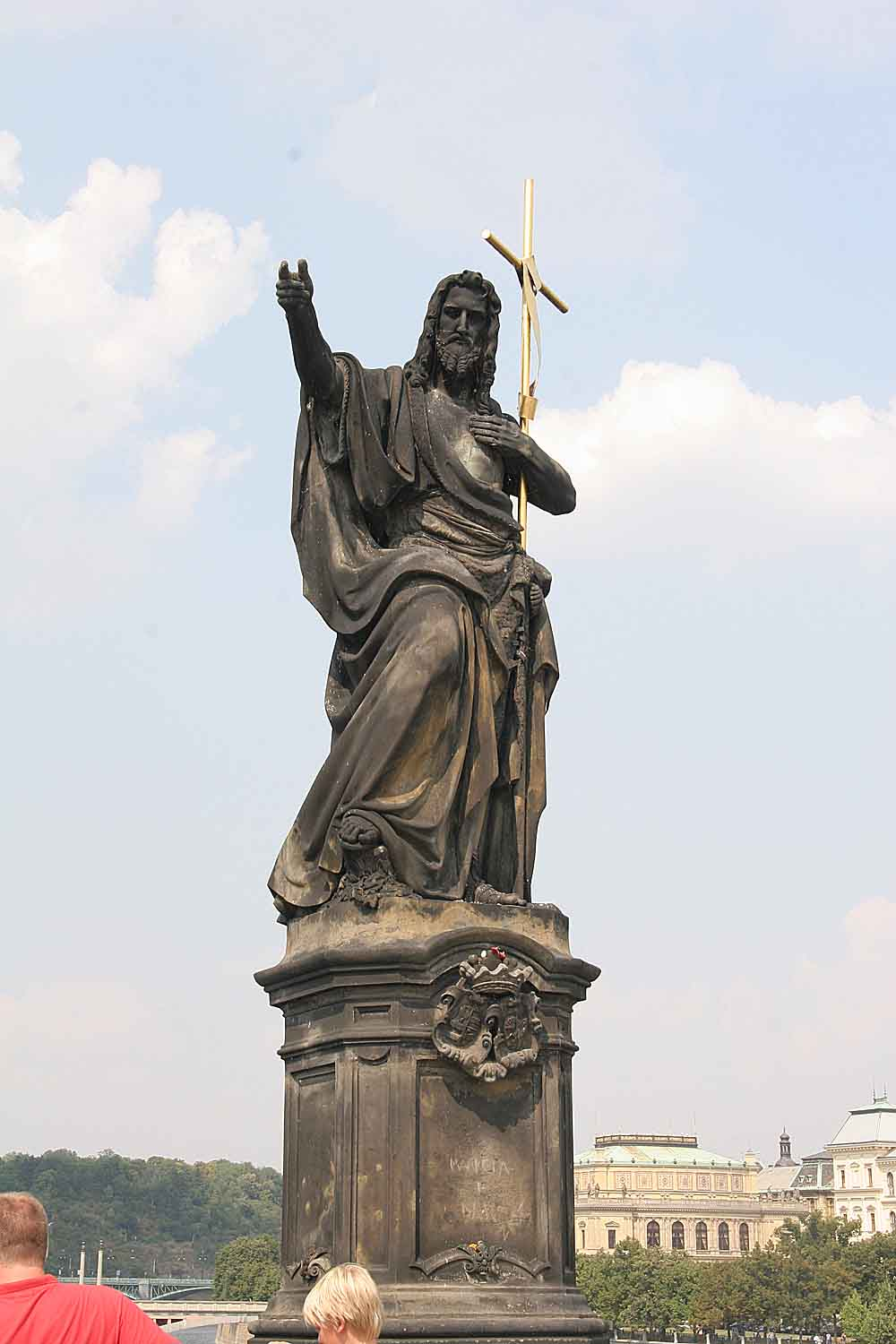
Saint Jean Baptiste.
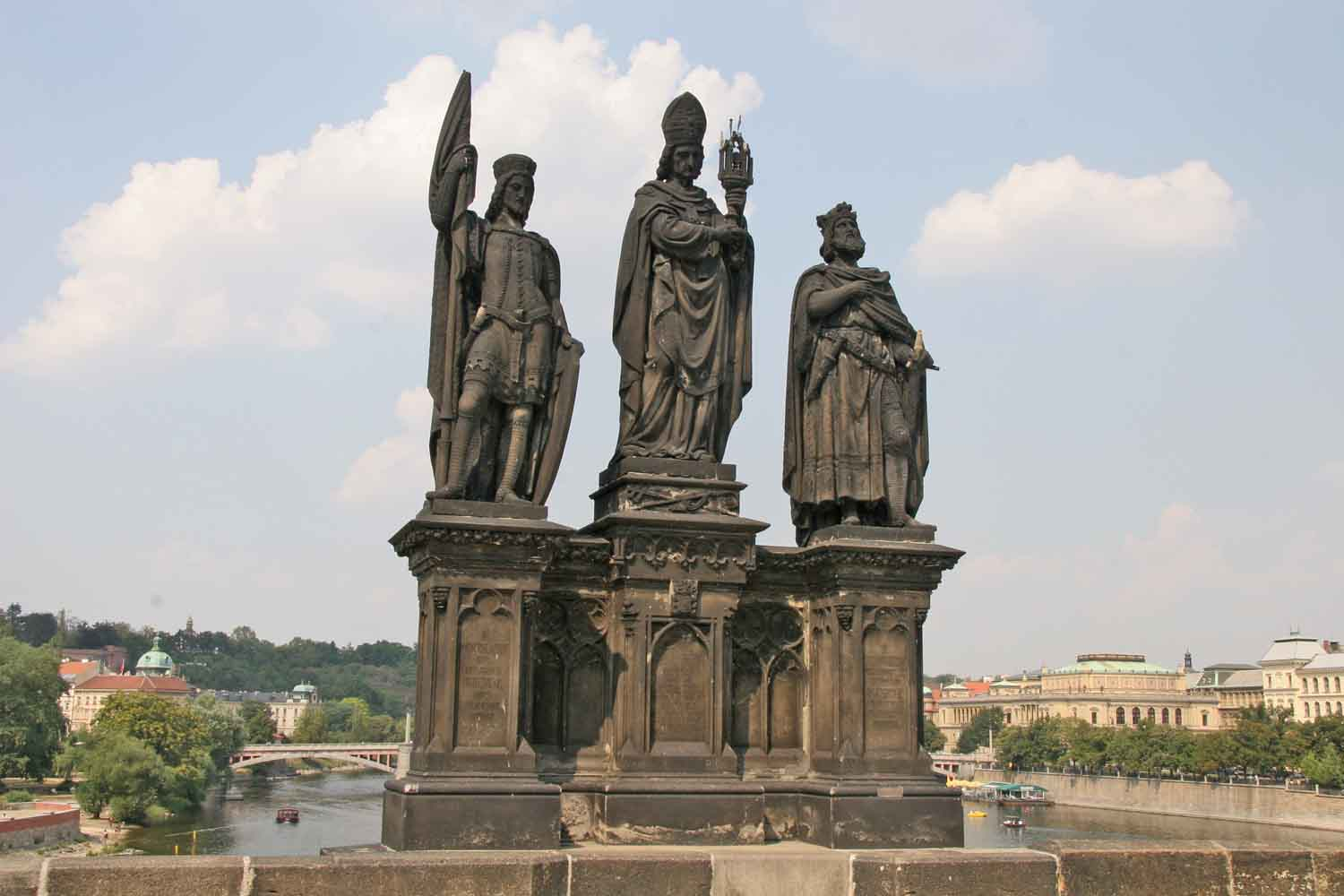
Saints Norbert, Venceslas et Sigismond.
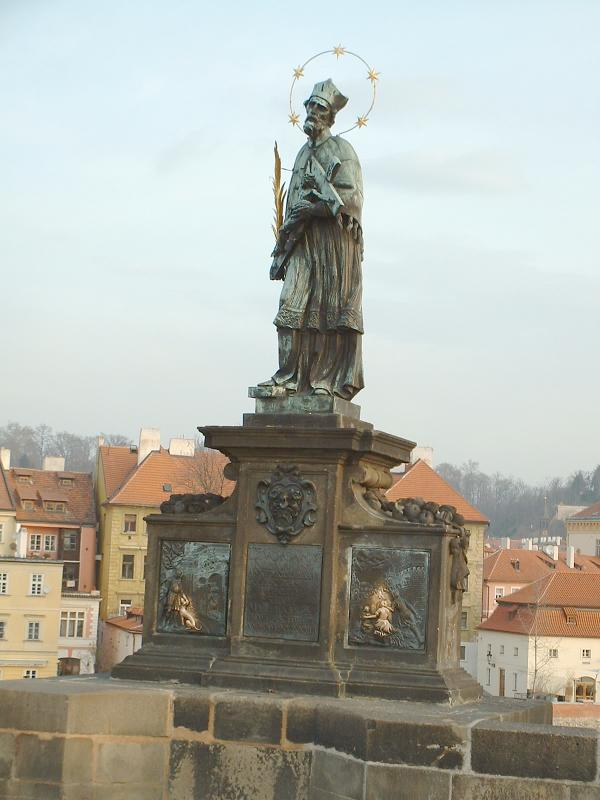
Saint Jean Népomucène.
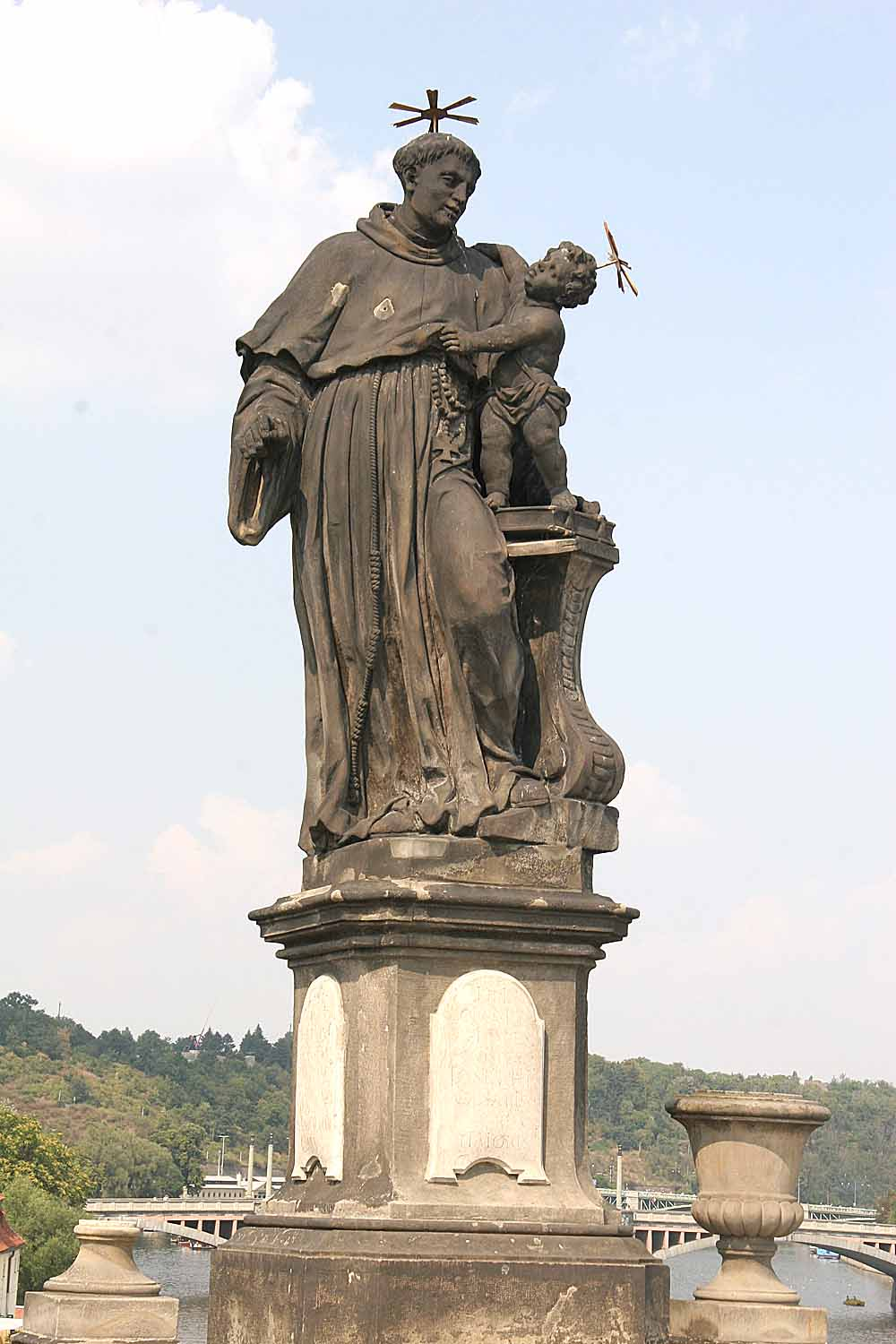
Saint Antoine de Padoue.
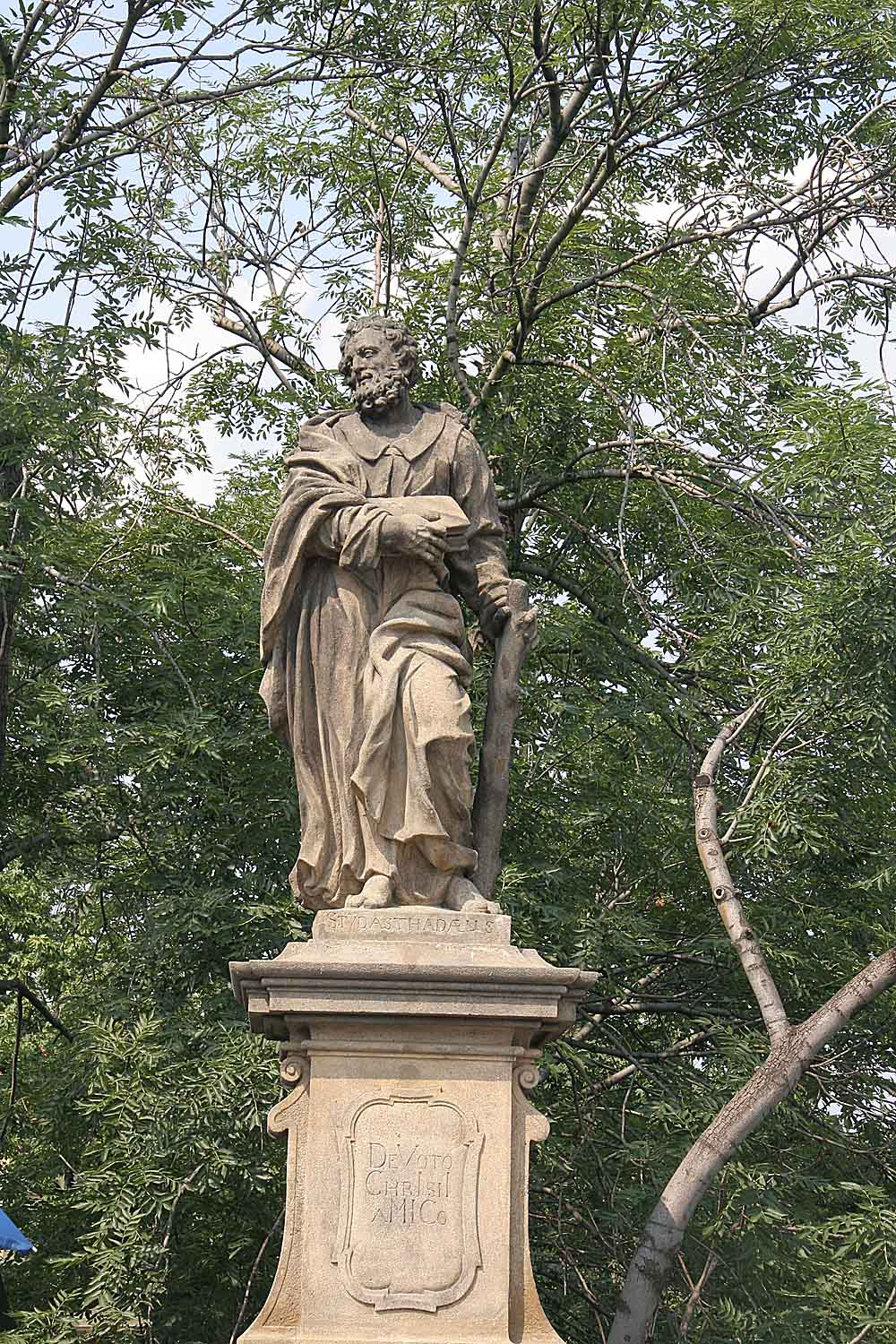
Saint Judas.
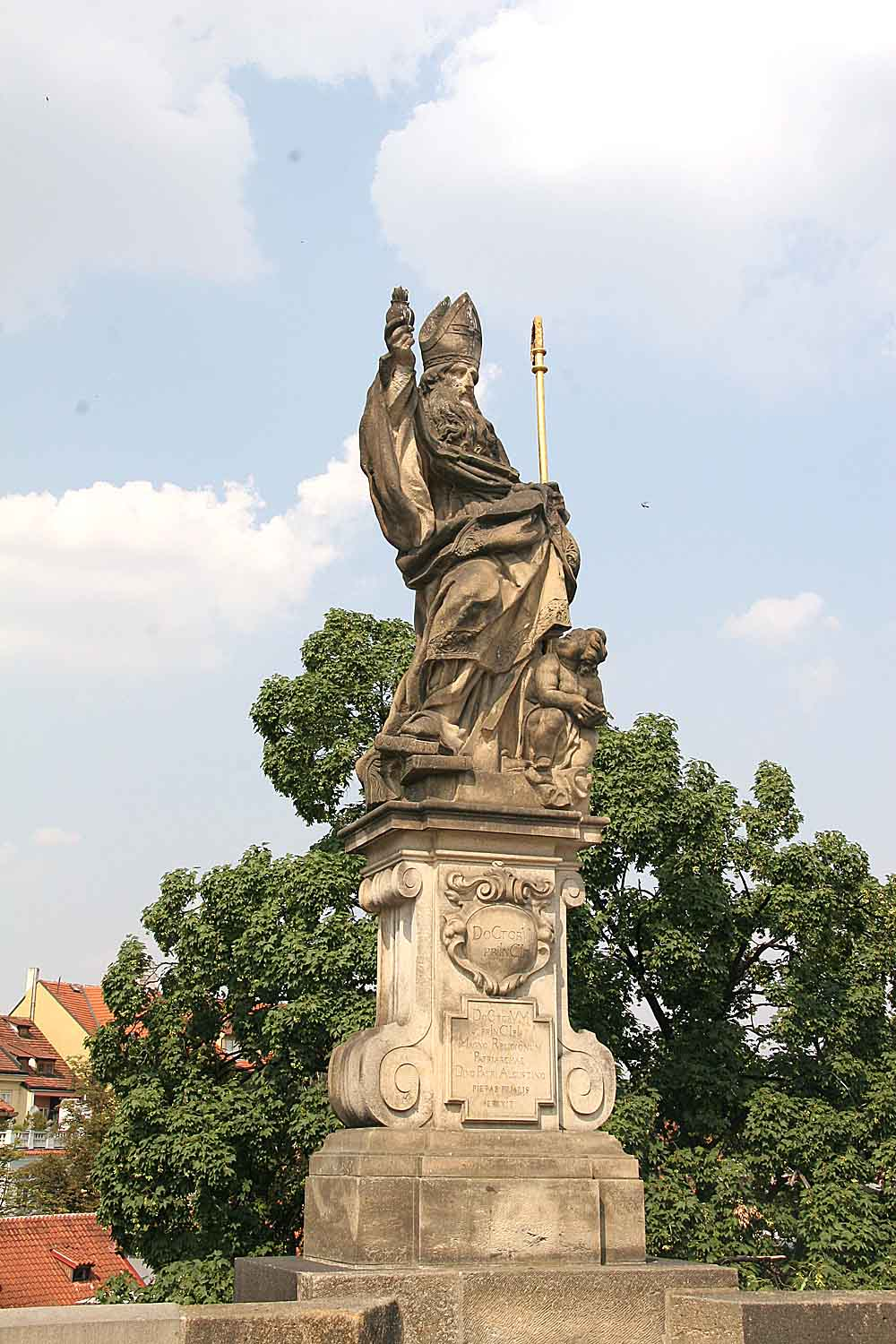
Saint Augustin.
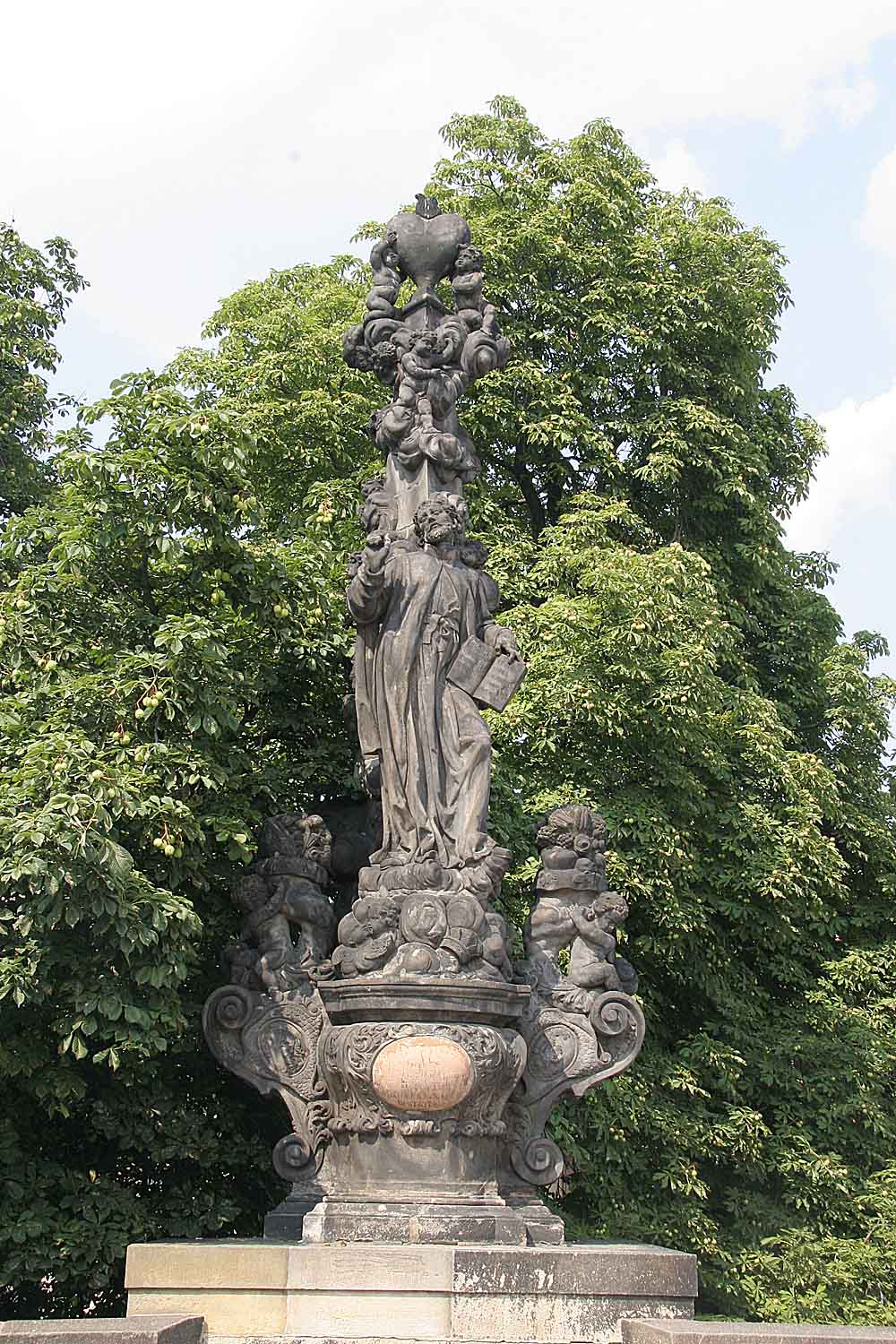
Saint Gaétan.
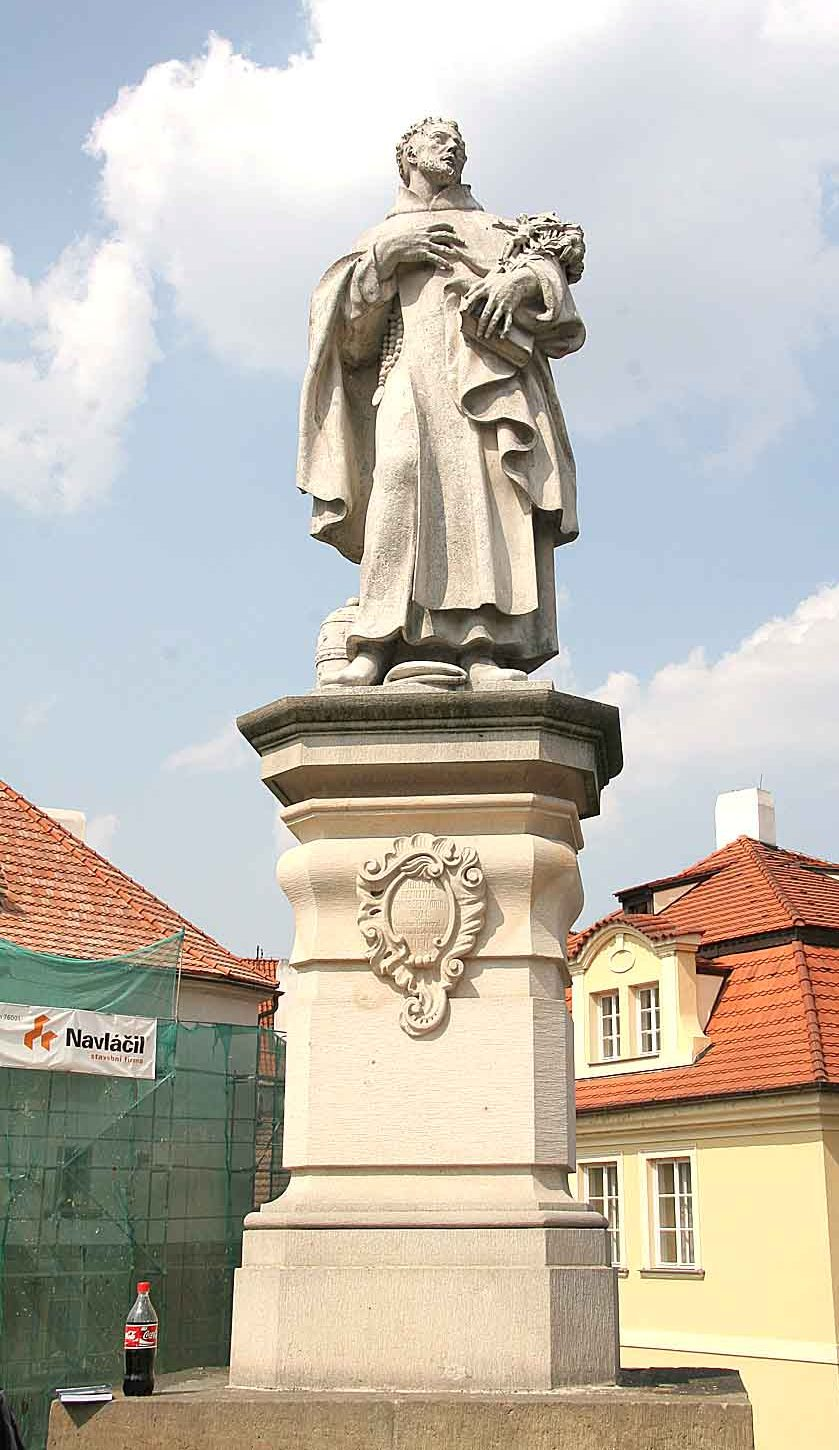
Saint Philippe Benizi.
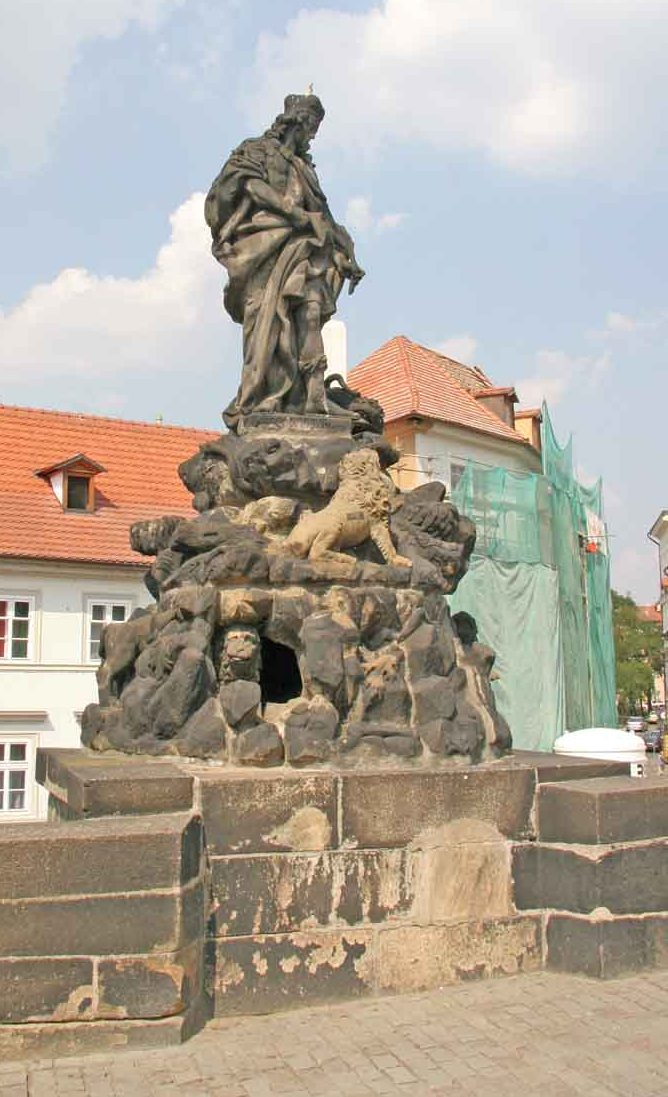
Saint Guy.
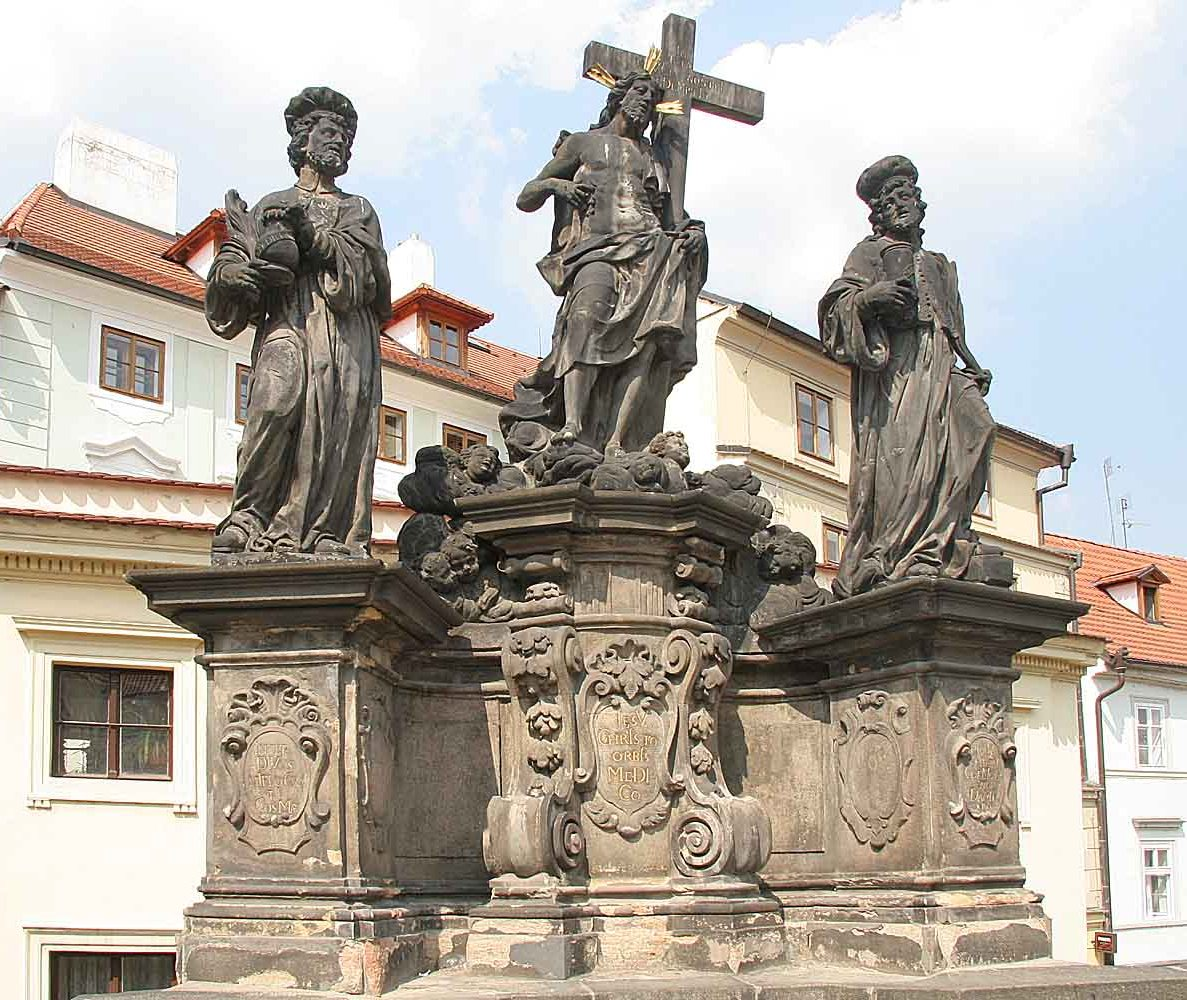
Saints Côme et Damien avec le Christ.